# Historia del capitalismo

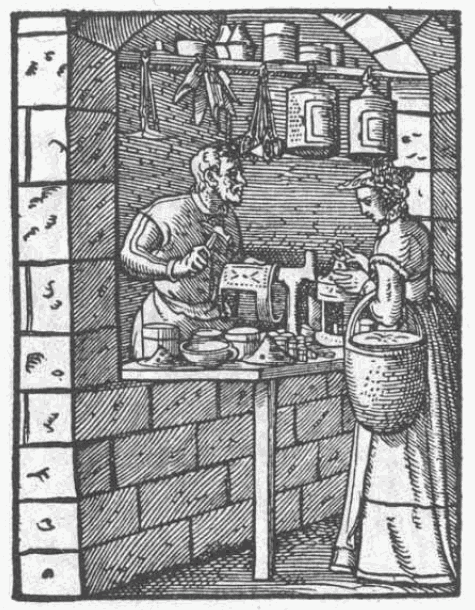
Fernand Braudel sitúa los orígenes del capitalismo en la Edad Media, en algunas pequeñas ciudades comerciantes

La historia del capitalismo ha sido objeto de grandes debates sociológicos, económicos e históricos desde el siglo XV. El comercio existe desde que surgió la civilización, pero el capitalismo como sistema económico no apareció sino hasta el siglo XVII en Europa, en sustitución del feudalismo. Según Adam Smith, los seres humanos siempre han tenido una fuerte tendencia a «realizar trueques, cambios e intercambios de unas cosas por otras». De esta forma al capitalismo, al igual que al sistema de precios y la economía de mercado, se le atribuye un origen espontáneo o natural dentro de la Edad Moderna.
Este impulso natural hacia el comercio y el intercambio fue acentuado y fomentado por las Cruzadas que se organizaron en Europa occidental desde el siglo XI hasta el siglo XIII. [cita requerida] Las grandes travesías y expediciones de los siglos XV y XVI reforzaron estas tendencias y fomentaron el comercio, sobre todo tras el descubrimiento del Nuevo Mundo y la entrada en Europa de ingentes cantidades de metales preciosos provenientes de aquellas tierras. El orden económico resultante de estos acontecimientos fue un sistema en el que predominaba lo comercial o mercantil, es decir, cuyo objetivo principal consistía en intercambiar bienes y no en producirlos. La importancia de la producción no se hizo patente hasta la Revolución industrial que tuvo lugar en el siglo XIX.
Sin embargo, ya antes del inicio de la industrialización había aparecido una de las figuras más características del capitalismo, el empresario, que es, según Schumpeter, el individuo que asume riesgos económicos no personales. Un elemento clave del capitalismo es la iniciación de una actividad con el fin de obtener beneficios en el futuro; puesto que este es desconocido, tanto la posibilidad de obtener ganancias como el riesgo de incurrir en pérdidas son dos resultados posibles, por lo que el papel del empresario consiste en asumir el riesgo de tener pérdidas o ganancias.
El camino hacia el capitalismo a partir del siglo XIII fue allanado gracias a la filosofía del Renacimiento y de la Reforma Protestante. Estos movimientos cambiaron de forma drástica la sociedad, facilitando la aparición de los modernos Estados nacionales (y posteriormente el Estado de Derecho como sistema político y el liberalismo clásico como ideología) que proporcionaron las condiciones necesarias para el crecimiento y desarrollo del capitalismo en las naciones europeas. Este crecimiento fue posible gracias a la acumulación del excedente económico que generaba el empresario privado y a la reinversión de este excedente para generar mayor crecimiento económico, lo cual generó industrialización en las regiones del sur

## Orígenes de una civilización

### El capitalismo medieval

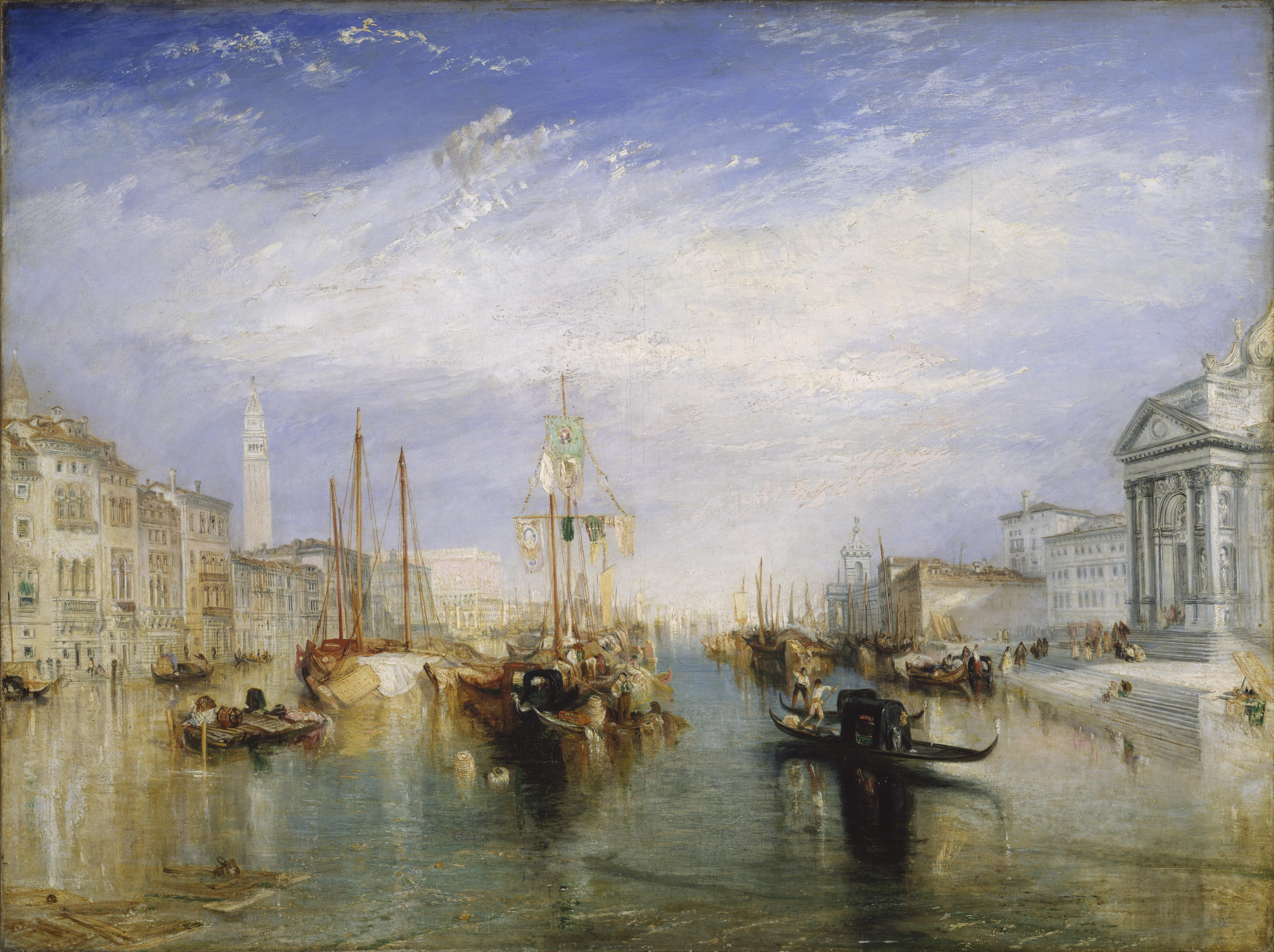
El gran canal de Venecia, por Turner (v. 1835)

Para Fernand Braudel (la Dinámica del capitalismo), 1985, el capitalismo es una "civilización" con raíces antiguas, ya habiendo conocido horas prestigiosas, tales como las grandes ciudades-estados comerciantes: Venecia, Génova y Amberes, entre otros. pero las actividades son minoritarias hasta el siglo XVIII. Werner Sombart (El capitalismo moderno, 1902) fecha la emergencia de la civilización burguesa y del espíritu de empresa en el siglo XIV, en Florencia.
Así como lo muestra Braudel, encontramos en la Edad Media las primeras manifestaciones del capitalismo comercial en Italia y en los Países Bajos. El comercio marítimo con Oriente, en respuesta a las cruzadas, enriqueció a las ciudades italianas, mientras que en los Países Bajos, a la desembocadura del Rin, que hacía el lazo entre Italia y Europa del Norte, dominada por la Liga Hanseática. En las grandes ciudades, los vendedores de paños y de las sederías adoptan métodos capitalistas de gestión. Efectúan ventas al por mayor, establecen mostradores y venden sus productos en conjunto en las grandes ferias europeas. Se abastecen de materias primas tanto en Europa como en Levante. En esta época turbada de la Edad Media, ajustan sus pagos por letras de cambio, menos peligrosas que el transporte de metales preciosos. De esta forma, lógicamente se desarrollan, en paralelo del capitalismo comercial, las primeras actividades bancarias del capitalismo financiero: depósitos, préstamos sobre prendas, letra de cambio, seguros para las embarcaciones.
Estos capitalistas se enriquecen extendiendo su influencia económica sobre el conjunto de Occidente cristiano, creando así lo que Braudel llama una "economía-mundo". En su análisis, Braudel distingue la "economía de mercado" del capitalismo, este último constituyendo un tipo de "contra mercado". Según él, la economía de mercado (es decir la economía local en aquella época) está dominada por las reglas y los cambios leales, porque sometida a la competencia y a la transparencia relativa, el capitalismo intenta evitarlo en el comercio lejano con el fin de librarse de reglas y de desarrollar cambios desiguales como nuevas fuentes de enriquecimiento.
Podemos observar que desde la Antigüedad, sistemas idénticos habían sido puestos en práctica por los fenicios, griegos, los Cartagineses y los romanos. Estos sistemas fueron marcados no obstante más por el imperialismo y el esclavismo que por el capitalismo. A través del mundo, otras formas de capitalismo comercial se desarrollaron de manera precoz en la época feudal (bajo la dinastía Ming en China por ejemplo).

#### Vida urbana capitalista
En las grandes ciudades especializadas de Europa, el artesanado, volcado esencialmente hacia la exportación, está dominado por los grandes comerciantes y pañeros, aunque las relaciones económicas entre artesanos y vendedores se emparientan en el salariado. Los comerciantes controlan a la vez la adquisición de materias primas río arriba y la venta de los productos terminados río abajo.
La población urbana ya se diferencia en varias clases económicas distintas y ricas para algunos, pobres para otros. La ciudad de Florencia es el ejemplo perfecto: encontramos allí muy temprano a banqueros que desarrollan sucursales a través de Europa y esclavizan la industria en búsqueda de su provecho. Entre ellos grandes familias, tal es el caso de los Médicis, quienes crean las primeras relaciones "privilegiadas" entre el mundo de los negocios y el mundo político.
También en este periodo el matemático Luca Pacioli fija las bases del comercio al crear los Estados Financieros en los que se fija la terminología y la manera de calcular las relaciones comerciales básicas, por lo cual Florencia brillara durante mucho tiempo como el principal centro bancario de Europa.

#### Aparición de las bolsas a finales de la Edad Media
Según Fernand Braudel, la aparición de las primeras Bolsas ocurre en el siglo XIV en estas ciudades italianas donde el comercio es permanente (contrariamente a las ferias medievales que se celebran sobre períodos limitados) y donde se concentran lo esencial de las actividades financieras.
Es no obstante la creación en 1409 de la Bolsa de Brujas, un hotel dedicado al intercambio de mercancías, letras de cambio y efectos de comercio, que marca un punto de inflexión en el desarrollo de las actividades financieras. El plaza se impone rápidamente gracias a la abertura de su puerto, gracias a la fama de sus ferias comerciales y gracias al clima de tolerancia y de libertad que aprovechan vendedores e inversionistas de todo origen. Son los mismos triunfos que permitirán luego a la plaza de Amberes (creada en 1460) desarrollarse al principio del Renacimiento. Se podía leer en su frontis: Ad usum mercatorum cujusque gentis ac linguae ("Para uso de los vendedores de todos los países y de todas lenguas").

### Renacimiento y Reforma protestante

#### La ética protestante
Max Weber (en su obra La Ética protestante y el espíritu del capitalismo y renacimiento escrita en 1904/05) considera que la emergencia del capitalismo moderno data de la Reforma. Teniendo como base una acta sociológica, vincula el espíritu del capitalismo moderno a la mentalidad protestante y lo ve pues como el resultado de una evolución lenta nacida de la Reforma, y más generalmente de una evolución religiosa que se hace en el sentido de un "desencanto de la gente". Observamos por otra parte que formas esporádicas de capitalismo financiero habían sido desarrolladas desde hace mucho tiempo por los lombardos y los judíos, no sometidos a las coacciones religiosas del catolicismo. Es por otra parte a estos últimos que Werner Sombart (El Capitalismo moderno) atribuirá el génesis del capitalismo moderno.
Según Weber, el capitalismo occidental corresponde a la aparición de un espíritu nuevo, de una revolución cultural. Weber empleo entonces el término capitalismo moderno "para caracterizar la búsqueda racional y sistemática del provecho por el ejercicio de una profesión". Más que la riqueza, cuyo deseo no es nuevo, es el espíritu de acumulación que se impone como vector de ascensión social.
Esta nueva ética se difunde gracias a la emergencia de nuevos valores: el ahorro, la disciplina, la conciencia profesional. Esta última permite por ejemplo la aparición de una élite obrera que, más allá del salario, se preocupa de la calidad de su obra. El trabajo se hace un fin en sí. En paralelo emerge un personaje emblemático, el empresario, que busca un éxito profesional provechoso a la sociedad en conjunto.
El contexto favorable para esta evolución de los valores es el de la Reforma. Para Max Weber, la ética del oficio viene del luteranismo que anima a cada creyente a seguir su vocación, y que hace del éxito profesional un signo de elección divina. En efecto, los creyentes ordinarios, sabiendo que no tienen la maestría de su salvación (lógica de la predestinación), intentan ardientemente encontrar en su vida privada los signos de esta predestinación, como el éxito profesional, con el fin de atenuar su angustia enfrente de la muerte y frente del juicio que la sigue. Por otro lado el informe directo a Dios preconizado por la religión protestante acelera el proceso de "desencanto del mundo" (Suprimiendo el número de prácticas religiosas por ejemplo), lo que concurre a la emergencia de la racionalidad. Ya, Karl Marx había observado un proceso de desengaño escribiendo:
"La burguesía (...) Ahogó los escalofríos sagrados del éxtasis religioso, del entusiasmo caballeresco, del sentimentalismo a cuatro céntimos en las aguas helados del cálculo egoísta."
Manifiesto del Partido Comunista, 1848.
Esta racionalización permite la aparición de nuevos dogmas que fundan el espíritu del capitalismo:
"La repugnancia en el trabajo es el síntoma de la ausencia de gracia".
"El tiempo es precioso, infinitamente porque cada hora perdida es sustraída del trabajo que concurre a la gloria de Dios."
Max Weber, La Ética protestante y el espíritu del capitalismo.
Max Weber ilustra sus propósitos en un texto de Benjamin Franklin, revelador según él de las nuevas mentalidades:
"El que pierde cinco chelines pierde no sólo esta suma, sino que también todo lo que habría podido ganar utilizándole en los asuntos, lo que constituirá una cantidad de dinero considerable, a medida que el hombre joven envejezca."
Advice to a young tradesman, 1748.
Las tesis de Weber han sido muy criticadas. El lazo entre el dogma de la predestinación y el espíritu del capitalismo es muy paradójico, debido a que un fiel tiene que buscar signos de elección mientras que el dogma afirma la predestinación como de todas maneras impenetrable. Historiadores invalidan esta concomitancia de ambos fenómenos (Braudel por ejemplo, que fecha el capitalismo en un período anterior a la Reforma).

#### El espíritu de innovación

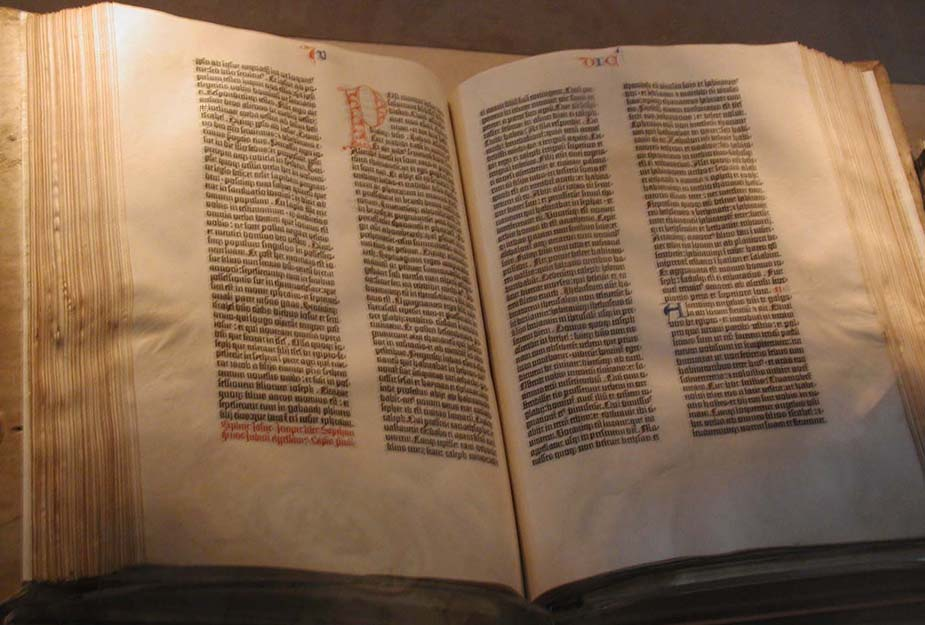
La Biblia de Gutenberg (1450-1454), una de las primeras producciones estandarizadas en gran número.

Según Lewis Mumford (Técnicas y civilizaciones, 1950), el sistema técnico del Renacimiento anuncia el futuro económico del mundo occidental.
El siglo XV vive por ejemplo la puesta a punto de la imprenta en caracteres móviles (la "tipografía") de Gutenberg. Cuidadoso de preservar mientras puede los secretos de sus búsquedas, forzado a préstamos monetarios importantes, es en cierto modo el arquetipo de los futuros capitalistas. Su objetivo es responder a una petición insatisfecha: la petición de cultura de los espíritus cada vez menos analfabetos del Renacimiento. Si era preciso hacer publicaciones en gran escala de libros mayores, rápidamente va a surgir la petición de realizar una producción más diversificada. La difusión de la Biblia a uso personal contribuye al vuelo de la Reforma, mientras que esta aumenta a cambio la demanda. En parte permitida por los progresos de la metalurgia, la tipografía le abastece a cambio de desembocaduras. Interés por la mecánica, las primicias de la "standardización", producciones de grandes series, preocupaciones de la "productividad" y el espíritu de innovación... Si bien habrá que esperar para ver avances similares en la industria textil y así estimular el despegue industrial, la imprenta muestra bien que el mantillo del capitalismo es más antiguo. Respecto a la imprenta, Max Weber hace ver que ya existía desde hace mucho tiempo en China y seguramente en la India, pero como numerosas técnicas, heredadas a veces de la Antigüedad (la fuerza del vapor fue conocida por ejemplo en el Antiguo Egipto), debió esperar para poder insertarse en un conjunto de técnicas coherentes y complementarias para poder imponerse. No lo hizo por otra parte sin encontrar oposición, particularmente por parte de los copistas medievales.

#### Hacia un nuevo sistema técnico
El nuevo sistema técnico que surge en el Renacimiento permite la irrupción de ciertos principios del capitalismo moderno como el mejoramiento de la productividad, la economía de mano de obra, el aumento de la producción en volumen y su diversificación, e incluso la inversión. Se apoya en algunas innovaciones como el alto horno, la imprenta o el sistema biela-manivela, el aumento en potencia de los grandes sectores industriales (metalurgia, explotación minera) y la utilización corriente de una fuente de energía (hidráulica). Este sistema, que persistirá hasta mediados del siglo XVIII, arrastrará la adopción de un sistema social que servirá para sembrar el inicio de un capitalismo naciente y enterrar un régimen feudal que no habrá sabido inscribirse en esta mudanza en profundidad.

#### El mercantilismo
A partir del siglo XVI, el pensamiento económico ya no está dominado más por los teólogos, sino por los pensadores laicos que se preocupan en primer lugar de la fuerza del Estado: los mercantilistas. Con el fin de asegurar la expansión de la riqueza del Príncipe, los valores religiosos son olvidados. Poca importancia tiene que la usura sea un pecado o no, los gobernantes no se preocupan más que tal o cual política comercial no sea cristiana: solo cuenta la Razón de Estado. Este pensamiento no es el del capitalismo, visto que se preocupa solo de la importancia de la fuerza del Estado y no del desarrollo de la riqueza particular. No obstante, primero porque contribuye eliminando los valores religiosos, luego porque puede encontrar interés en el desarrollo de los asuntos particulares, prepara las evoluciones futuras. A menudo la creación de monopolios por el Estado constituía un compromiso entre el enriquecimiento de los vendedores y el involucramiento de la fuerza pública en las actividades más lucrativas. Fue por ejemplo el caso de las diferentes Compañías de Indias.

#### Evoluciones jurídicas y monetarias

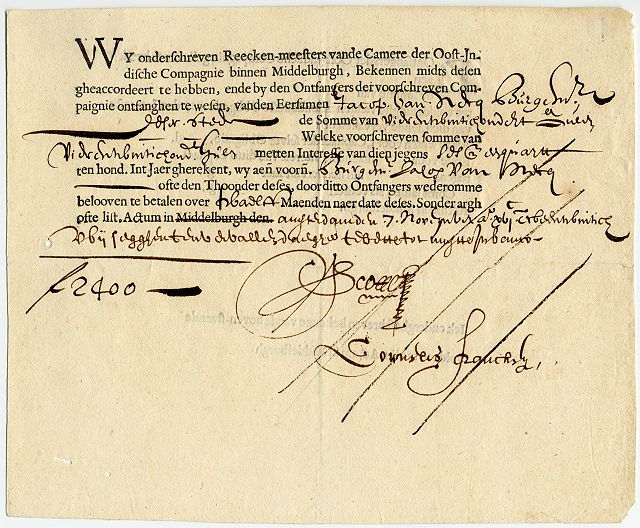
Una «obligación» de la Compañía Holandesa de las Indias Orientales, emitida en 1623.

En el siglo XVII, Holanda adquiere importantes factorías en la India y desarrolla el comercio de las especias, de la pimienta en particular; se estableció en Japón y comercia con la China. Se hace el nuevo centro de la "economía-mundo" según Braudel. En 1602, funda la primera Compañía de las Indias Orientales: es la primera gran "sociedad por acciones". Sus dividendos a menudo ascendían 15, hasta 25 %. De 3100 florines, las acciones subieron hasta los 17000 florines a finales del siglo. Estas acciones estuvieron sometidas a especulaciones incesantes, alimentadas por los rumores más infundados, incluso por campañas organizadas de desinformación. La Compañía emitió también obligaciones. La Compañía Británica de las Indias Orientales tomaría después el relevo y el modelo inspira la creación de compañías en la industria metalúrgica y textil, el papel, etc.

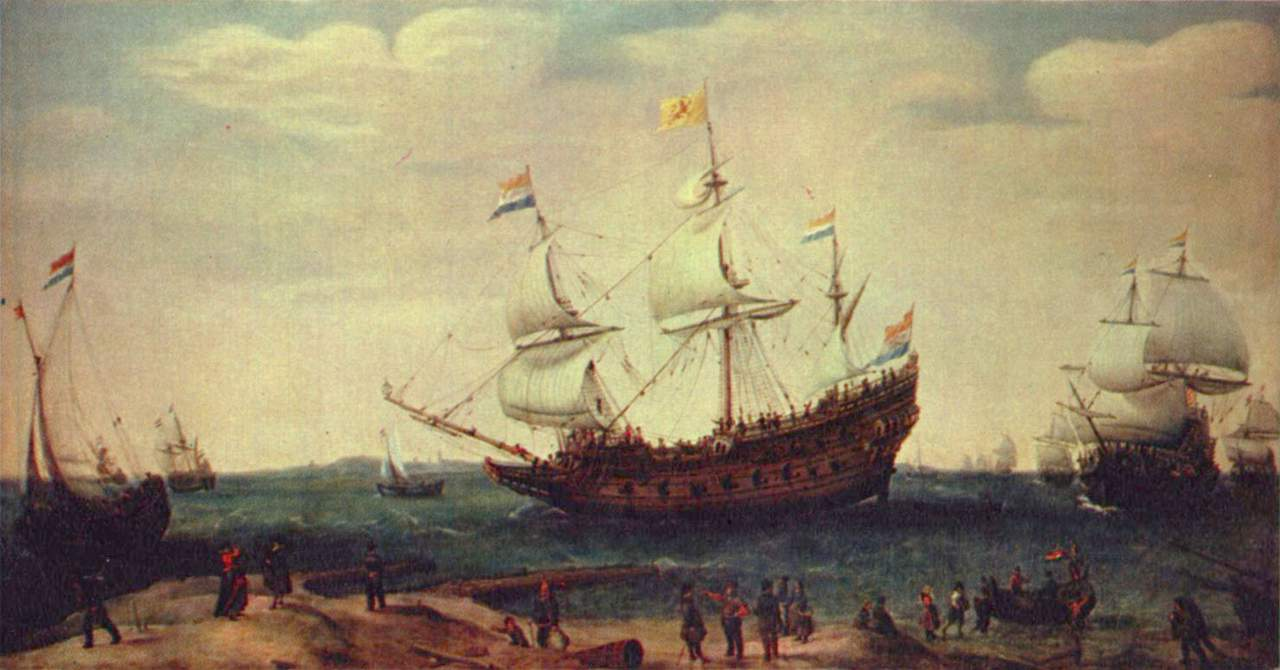
Salida de los veleros de la Compañía holandesa de las Indias Orientales, por Hendrick Cornelisz (v. 1630–1640).

En paralelo, el flujo de oro desde las colonias de América permite a partir del siglo XVI una estimulación de los cambios, un perfeccionamiento de los métodos de pago y de las técnicas monetarias. Las primeras monedas divisionarias son golpeadas, las monedas fiduciarias vivirán una expansión importante, los primeros billetes aparecen. En el resto del mundo, los cambios quedan limitados por el uso de "monedas metálicas en la infancia".
Holanda conoce también la primera burbuja especulativa de la Historia, la Tulipomanía. En los años 1630, el precio de los tulipanes vive una elevación fuerte, al alcanzar a veces la cebolla el precio de una casa burguesa. Cuando esto se volvió manifiestamente irracional, el primer crack de la Historia se produjo.

### La emergencia del capitalismo

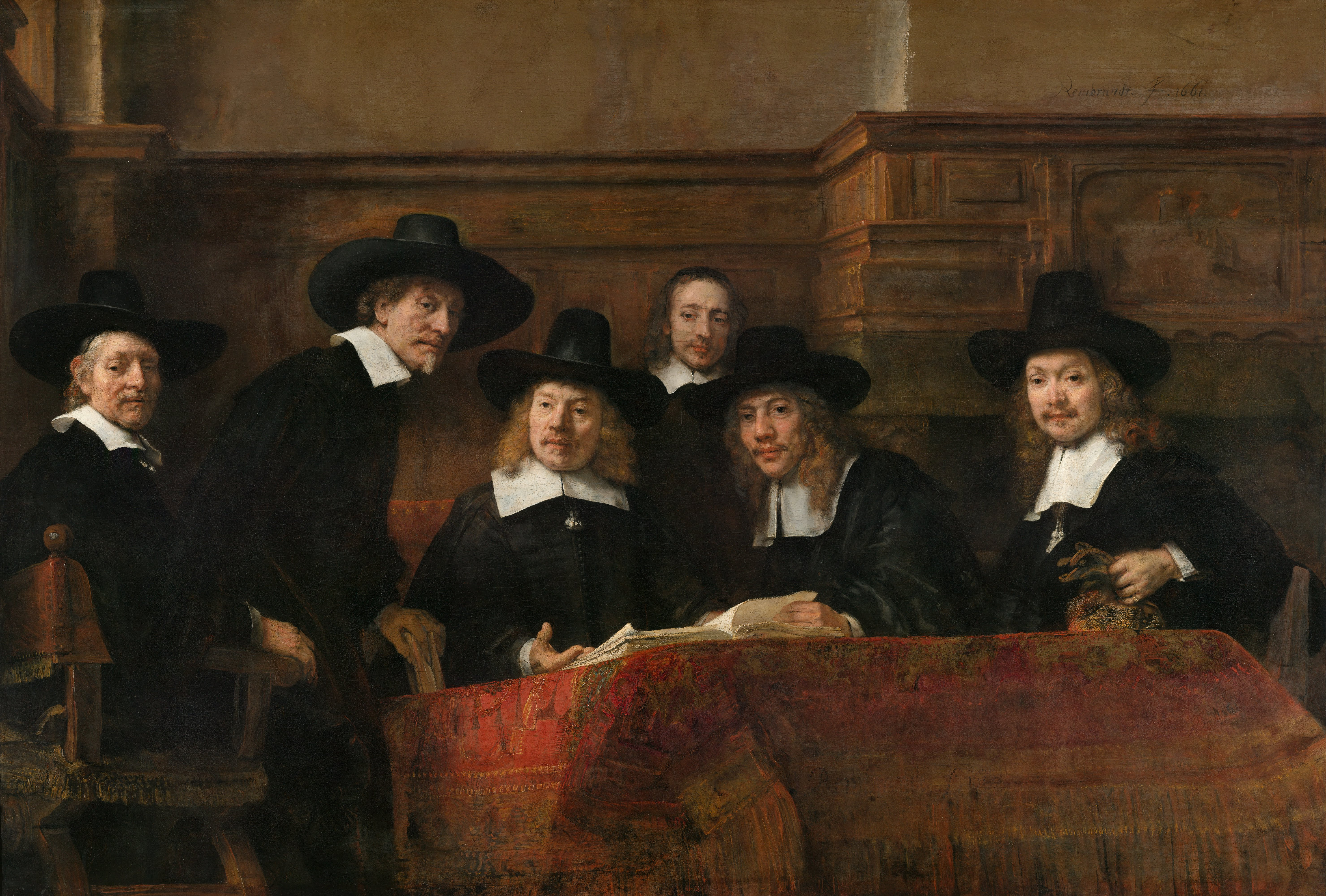
El Síndico de los pañeros, por Rembrandt (1662). Obra de encargo, simboliza tanto el éxito de la burguesía así como la pujanza de Ámsterdam

No obstante, la emergencia del capitalismo es asociada más a menudo con las primicias de la revolución industrial, y en particular al siglo XVIII. Las formas modernas de propiedad privada de los medios de producción y de salariado se desarrollan durante este período.

#### Evolución de las relaciones sociales
Durante el período artesanal, el capitalismo conoce formas anteriores a la fábrica o a la manufactura. La agricultura induce períodos de actividad débil (la temporada muerta sobre todo) y los fabricantes de las ciudades se interesan rápidamente por esta mano de obra regularmente ociosa. El trabajo a domicilio, o domestic system, va a desarrollarse. Les permite a los artesanos y fabricantes cederles en subcontacto una parte de su producción a las familias campesinas. En el marco más específico de putting-out system, los empresarios abastecen a los trabajadores rurales (y siempre a domicilio) de materias primas, incluso instrumentos, luego vienen para recuperar a cambio de un salario el producto transformado, que será a veces terminado en los talleres urbanos. Este sistema tiene, por ejemplo, un interés superior en el marco de la producción textil. Si no se puede cualificar tales métodos de capitalistas, son muy anunciadoras de las futuras relaciones sociales entre empresarios y asalariados.

#### Signos de declive del artesanado

El spinning-jenny de James Hargreaves, inventado en 1765, decuplicaba la productividad del hilandero; 20 000 fueron vendidas antes de 1790.

Las innovaciones de principios de la revolución industrial quedan accesibles a los pequeños artesanos (cf. imagen del spinning-jenny al lado) y todavía no requieren la concentración del capitalismo industrial. Asistimos sin embargo a las primeras grandes concentraciones esporádicas, sin lazo con el maquinismo vinculadas a producciones particulares, por ejemplo como la impresión sobre tela. Esta última necesita terrenos extendidos con el fin de blanquear las telas, piezas inmensas donde secarlos. Requiere herramientas diversificadas y complejas, y arrastra cantidades importantes de telas y colorantes. Tras esto, necesita la reagrupación de obreros especialistas en tareas distintas. Finalmente, las numerosas formas de producciones, todavía no mecanizadas, se llevan las primeras grandes concentraciones de capitales y de mano de obra.
La cuestión de la accesibilidad del capital a los más humildes es esencial en el análisis marxista. En efecto, Marx distingue dos formas diferentes de propiedad privada: la del trabajador que posee la fuerza de trabajo y la vende al capitalista y la burguesía que posee los medios de producción y emplea la fuerza de trabajo de los proletarios. La primera forma histórica corresponde al desarrollo del artesanado y de la pequeña agricultura. La segunda forma, vinculada a la apropiación de los medios de producción por la burguesía (o la nobleza), permite la aparición de la gran industria, las grandes propiedades agrícolas, del trabajador asalariado y pues del conjunto de los mecanismos que fundan el modo de producción capitalista.

#### Apropiación de las tierras
En el campo, el sistema feudal perdura mucho tiempo (la servidumbre es abolida solo en 1861 en Rusia, lo que lo hace un caso excepcional). En 1727, la Enclosure Act (Acta de campos cerrados) permite a los "lords" británicos apropiarse y cercar los campos. Antes, la propiedad volvía a los municipios, y los campos fueron explotados por el conjunto de los campesinos locales quienes juntos sacaban provecho de las cosechas. No obstante los primeros campos cerrados son más antiguos y datan del siglo XV. Los trastornos que provocan ya marcan los espíritus de la época: Tomás Moro ya denuncia en Utopía (1516) las consecuencias sociales de los balbuceos del capitalismo naciente y describe un mundo alternativo, un imaginario marcado por un estilo de vida que se emparienta con el comunismo. El proceso largo de cercado de campos y el impuesto de los derechos de propiedad sobre los campos va a crear una distinción nítida entre el propietario y el asalariado (los antiguos pequeños explotadores se hacen los asalariados de los "landlords"). Francia conoce en este campo un fenómeno diferente al principio del siglo XIX: el Código Civil de Francia, que dispersa las tierras entre los herederos en el momento de la defunción, frenando el desarrollo de las grandes propiedades del capitalismo agrícola.

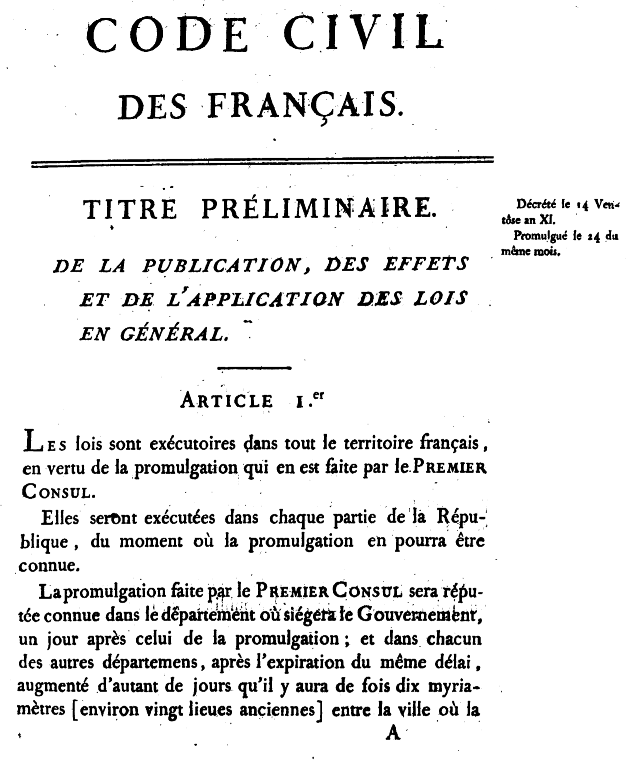
Primera página de la edición original del Código Civil Francés de 1804

En plena transición demográfica, esta apropiación es el hecho de un interés nuevo para el mundo agrario por parte de las élites británicas, que desean desarrollar una agricultura a alto rendimiento, y lucrativa, basándose en el modelo de Holanda y de Flandes. Esta apropiación conllevará inmediatamente una actividad e inversiones importantes, por el mismo hecho de la instalación de las cercas. Sobre el modelo de las islas británicas, la propiedad privada de las tierras se extiende a través de Europa y de las Américas, no sin encontrar oposiciones, particularmente morales:
"El primero que, habiendo vallado un terreno, se le ocurrió decir: esto me pertenece, y encontró gentes lo suficientemente simples para creerle, fue el verdadero fundador de la sociedad civil. Cuántos crímenes, muertos, miserias y horrores no hubiera evitado al género humano el que, arrancando las estacas o rellenando el foso, hubiera gritado a sus semejantes: guardáos de escuchar a este impostor; estáis perdidos si olvidáis que los frutos son de todos y que la tierra no es de nadie"
Jean-Jacques Rousseau, Discursos sobre el origen y los fundamentos de la desigualdad en los hombres. Segunda parte. 1755
La legitimidad histórica del capitalismo agrario esencialmente se encuentra en su efecto directo: la Revolución agrícola. Así como lo mostró Max Weber, la introducción de la idea de provecho individual permitió la emergencia del racionalismo en la producción, la fuente principal de la productividad:
"Cuando los frutos de todos son y que la tierra no pertenece a nadie, la tierra produce sólo brezos y bosques."
Jean-Baptiste Say
Los progresos de la agricultura capitalista fueron necesarios para alimentar a una población y el crecimiento exponencial (lo que pasa en Gran Bretaña, la población aumenta de 6 a 18 millones entre 1750 y 1850) hacía temer a los más pesimistas (Thomas Malthus en particular) sobre un fin desastroso.

### El advenimiento político del capitalismo
Según Braudel, el capitalismo puede establecerse profundamente solo allí dónde las leyes se lo permiten y aseguran su desarrollo:
"Hay condiciones sociales que empujan y le dan éxito al capitalismo. Éste exige cierta tranquilidad del orden social, así como una cierta neutralidad, o debilidad, o complacencia del Estado."
La Dinámica del Capitalismo.
La constitución de economías capitalistas tales como las conocemos supuso entonces importantes cambios legislativos que instauraban la propiedad privada del capital y un mercado del trabajo. Estos cambios son solo la manifestación de la toma del poder en el seno del Estado por la burguesía, una de las etapas esenciales de la lucha de clases.

#### Propiedad privada y medios de producción
En Gran Bretaña, el voto del Enclosure  marca el advenimiento de la propiedad privada del capital, es seguido en el siglo XIX de la liberalización del accionariado. En 1825, la Bubble Act, que limitaba el tamaño de las empresas, es revocado. En 1856, la creación de sociedades anónimas es liberada de toda coacción. Es el principio de la dominación de las teorías del laissez-faire (dejar hacer), deseando limitar la intervención del Estado en la economía: ideología difundida en Gran Bretaña por los autores de la escuela clásica inglesa.
En Francia, en respuesta a los movimientos revolucionarios de la capital, los castillos de los campos son asaltados a fines de julio de 1789 por los campesinos que discuten la propiedad señorial. En la noche del 4 de agosto de 1789, los privilegios de la nobleza son abolidos y la hacienda es abierta desde entonces a la burguesía, mientras que la desaparición de numerosos impuestos del Antiguo Régimen permite de (re)lanzar la inversión. El 26 de agosto, la propiedad privada, "bajo los auspicios del Ser supremo", es reconocida en la Declaración de los Derechos del Hombre y del Ciudadano como un derecho inalienable.
En los Estados Unidos, desde la colonización, la propiedad privada de las tierras fue la regla. No obstante, la legislación americana pudo mostrarse muy favorable hacia los menos ricos y supo, gracias a la inmensidad del territorio, hacer de la propiedad privada de la tierra una noción fundamental defendida por los más humildes (no esclavos). Una ley de 1862 les concede en efecto la propiedad privada de 160 agrimensuras a los pioneros. La Homestead Act, ofrece un jardín para que cultiven los europeos desprovistos, estimulando los flujos migratorios hacia los Estados Unidos.

#### Mercado del trabajo
En Gran Bretaña, los economistas antiguos de finales del siglo XVIII y de principios de siglo XIX van a concentrar sus críticas en las leyes establecidas con el fin de permitir la emergencia de leyes que favorezcan el mercado. Heredados del siglo XVII, las poor laws británicas ofrecían vía las parroquias una asistencia a los indigentes otorgándoles un trabajo de workhouses, incluso les daban de limosna algunos productos necesarios para su supervivencia. Los grandes clásicos de la economía (Adam Smith, Thomas Malthus y David Ricardo) se ensañaron contra este sistema que impediría la movilidad de los trabajadores. En 1834, la casi derogación de estas leyes fuerza a los pobres a mudarse a la ciudad con el fin de evitar el hambre, encontrando por la venta de su fuerza de trabajo los recursos necesarios para su supervivencia.
En Francia, la constitución del mercado del trabajo y la libertad de los capitales es permitida en junio de 1791 por la Loi Le Chapelier, que prohíbe toda libertad de asociación: corporaciones, asociaciones y coaliciones (es decir sindicatos y paros).
En los Estados Unidos, es la 13.º enmienda de la Constitución que abole la esclavitud el 18 de diciembre de 1865, que concluye la liberalización del trabajo en conjunto de los sectores de actividad.

## Historia del capitalismo moderno

### Introducción

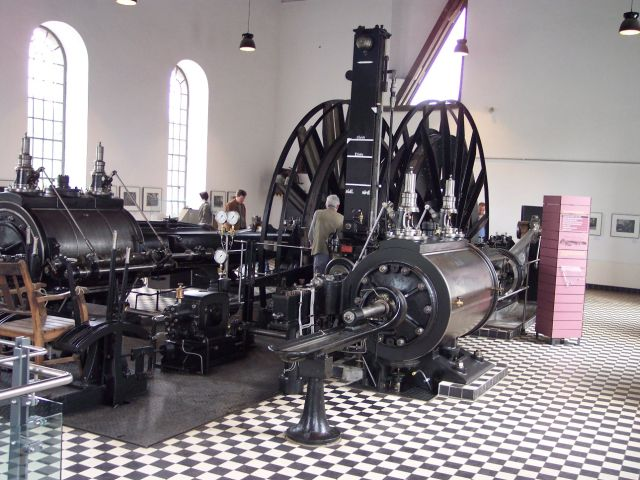
La máquina a vapor, ejemplo típico de la necesaria concentración de los capitales

Mientras que la legislación favorecía a la burguesía, la revolución industrial se embala a inicios del siglo XIX. Las producciones cada vez más importantes en volumen, y los productos cada vez más complejos, necesitan inversiones cada vez más grandes. Es el caso en la industria naciente, pero también en la agricultura donde las grandes máquinas (las segadoras trilladoras desde 1834) hacen su aparición. La desviación creciente entre el coste de estas máquinas y los salarios, así como la limitación de los bienes comunes y la dureza del trabajo, contribuyen segmentando la sociedad en dos grupos muy distintos: los propietarios del capital, y aquellos a los que Marx llamará más tarde los "proletarios". Las fábricas se desarrollan, los campesinos son llevados desde sus campos para reunirlos en las ciudades y vender su fuerza de trabajo en la industria.
En un siglo, el triunfo del capitalismo industrial transformó una sociedad tradicional, rural y agrícola, en una sociedad urbana e industrial. El éxodo rural, combinado en la explosión demográfica, despobló los campos y los obreros llegaron para amontonarse en los suburbios de las grandes ciudades industriales. Esta concentración humana, asociada con la miseria obrera y con la desocupación (la "armada de reserva" descrita por Marx), contribuye a la emergencia de la conciencia de clase en el seno del proletariado. Antes una miseria agrícola por lo menos igual, posiblemente a menudo peor no arrastraba tales problemas sociales a causa de la ausencia de concentración. Los paisajes se transformaron profundamente, las "ciudades hongo" se multiplican, los grandes centros económicos se reconstruyeron (París por Haussmann), las regiones carboneras son desfiguradas, entre otros cambios tormentosos.
Siempre al plano social, el "capitalismo gerencial" (Alfred Chandler, La mano visible de los gerentes) que emerge a la vuelta de los dos siglos provoca nuevas distinciones entre "propietarios", "empresarios", "obreros" y "gerentes". Desde entonces, los provechos de los propietarios son cada vez menos legítimos y se emparientan a una renta, ya que no es más que la remuneración de su talento como emprendedor. No obstante, las familias ricas de rentistas son reemplazadas por empresarios de genio dados a fines del siglo XIX (Siemens, Edison, Ford y más recientemente Bill Gates), como la fue en su tiempo la nobleza.
Después de la Segunda Guerra Mundial, un período de fuerte crecimiento económico, "Treinta Gloriosos" (Jean Fourastié) en Francia, lleva a numerosas economías del Norte a la sociedad de consumo, mientras que se impone una clase media, mientras que los niveles de vida tienden a uniformarse.
El último cuarto del siglo XX es marcado por la abertura creciente de los mercados financieros y por la nivelación de los niveles de vida. Los accionistas minoritarios se multiplican, el accionariado asalariado se desarrolla, así como los fondos de pensiones en los países anglosajones. Pero sobre todo, a finales del siglo XX es marcado por la caída del sistema económico alternativo ejercido en los países del "bloque comunista" (entre los que algunos consideran que constituían de verdad una forma estatal del capitalismo) teniendo en lo sucesivo economías de transición. El capitalismo entonces es dominante bajo su forma liberal, pero sectores con modos diferentes de funcionamiento coexisten (economía social, economía pública, profesiones liberales), éstas representan entre el 50 y el 60 % del PIB en los países desarrollados, lo que hace relativo el peso de la economía capitalista en estas sociedades.

### Asentamiento de la economía de mercado
Según Karl Polanyi (La Gran Transformación, los orígenes de nuestro tiempo, 1944), Occidente conoció desde finales del siglo XV, una generalización de las relaciones del mercado. Nota sin embargo que la preponderancia de éstos sobre las relaciones tradicionales, basadas por ejemplo en el don, la servidumbre, el trabajo en equipo se vuelve efectiva solo en el siglo XIX. Es en efecto durante este período cuando se coloca en Occidente una civilización cuya economía reposa en el mercado autorregulador, el Estado liberal, el patrón oro como el sistema monetario internacional, y el equilibrio fuerzas desde el fin de las guerras napoleónicas.
Para describir esta transformación, K. Polanyi repite el ejemplo del advenimiento del mercado del trabajo en Gran Bretaña. El sistema tradicional encuadraba el trabajo debido a importantes restricciones jurídicas. Las corporaciones imponían reglas, más basadas en la costumbre que en las leyes del mercado, concerniendo tanto las relaciones entre dueños, compañeros y aprendices, como las condiciones de trabajo o los salarios. Estos últimos fueron por ejemplo anualmente evaluados por funcionarios.
Pero hacia 1795, jueces de Speenhamland, un pueblo de Gran Bretaña, habían decidido conceder complementos de salarios, incluso una renta mínima a los indigentes. Esta decisión inspiró Gran Bretaña entera y la instauración de un mercado del trabajo, basado en la idea liberal que solo el trabajo debe ser fuente de renta, se topaba con la idea caritativa que quienquiera tiene un "derecho a vivir". Este obstáculo, criticado por los clásicos de la economía y algunos filósofos utilitaristas fue finalmente levantado en 1834 con la desaparición de las poor laws.
El dogma del mercado autoregulado se impone entonces en Gran Bretaña (y más tarde en el Reino Unido), y es completado por nuevas medidas que van a formar un sistema coherente propicio para la expansión del gran capitalismo. Con el fin de garantizar la regulación del mercado, se indexa la emisión monetaria sobre el respaldo-oro en 1844. Esta disciplina monetaria, adoptada por la inmensa mayoría de las naciones en la segunda mitad del siglo XIX permite la estabilización, o la autorregulación, al seguir balanzas de pagos, el principio de los puntos de entrada y de salida de oro. Este rigor monetario induce una deflación continua en el siglo XIX que conllevará a una reducción proporcional de los salarios nominales (con el fin de garantizar los provechos), que solo las duras leyes del mercado pueden imponerles a los trabajadores. También, con el fin de garantizar una estabilidad del poder adquisitivo de los trabajadores, a pesar de la reducción de los salarios nominales, el libre comercio se impone como medio de alimentar la baja de los precios por la importación de productos extranjeros a menores costos, desde la abolición de las Corn Laws (leyes proteccionistas sobre el trigo) en 1846.

### SiglosXIXyXX: historia de laempresa
El capitalismo se hace en el siglo XIX esencialmente familiar (a excepción de algunas grandes sociedades ya evocadas). Los nombres de las grandes familias más conocidas industriales y financieras en nuestros días evocan siempre este período: Rothschild, Schneider, Siemens, Agnelli, etc. Es en una óptica familiar que se desarrolla el gran capitalismo: se ponen de acuerdo para evitar la dispersión de la empresa entre los herederos, mientras que las "fusiones" de la época se hacen por la intervención de alianzas matrimoniales.
En la segunda mitad del siglo, una nueva burguesía se impone, no la de las propietarias pero sí la de los diplomados. En Francia por ejemplo, las Grandes Escuelas abastecen lo esencial de los nuevos empresarios (Armand Peugeot, André Citroën, etc.). Pero la llegada de estos diplomados a la cabeza de las grandes empresas no quebrantó la tradición familiar. El desarrollo de la legislación sobre las sociedades anónimas (liberalización total en 1856 en el Reino unido, 1867 en Francia y 1870 en Prusia), progresivamente permite a los capitales anónimos juntarse a las grandes dinastías industriales.
En Capitalismo, socialismo y democracia (1942), Joseph Schumpeter advierte que estas evoluciones jurídicas harán finalmente desaparecer la función de empresario-innovador y que "al romanticismo de las aventuras comerciales antiguas sucede[rá] el prosaísmo". La desaparición del empresario, entendido en el sentido del siglo XIX, lleva según Schumpeter a la desaparición de la iniciativa capitalista. La "evaporación de la sustancia de la propiedad" perjudica a la vitalidad de la economía, y aparte sus mismos éxitos, "la evolución capitalista, sustituyendo a un paquete de simples acciones en las paredes y a las máquinas de una fábrica, desvitaliza la noción de progreso". Finalmente, Schumpeter teme que el capitalismo desaparezca en provecho del socialismo.
En el siglo XX, las evoluciones de las producciones, la talla de las empresas y la complejidad de su gestión empujan a numerosos economistas a anunciar el fin del poder de los propietarios del capital en provecho de los "gerentes". John Kenneth Galbraith preve que el poder en el seno de la empresa pasa "de modo inevitable e irrevocable, del individuo al grupo, porque el grupo es el único en poseer las informaciones necesarias para la decisión. Aunque los estatutos de la sociedad anónima colocan el poder en las manos de sus propietarios, los imperativos de la tecnología y de la planificación los despojan para transmitirlos a la tecnoestructura". Préstamos asistencia a una "revolución gerencial" (corporate revolution), donde el gerente toma el relevo del empresario. Los equilibrios entre los diferentes caracteres del capitalismo sutilmente lo transformaron: el objetivo esencial es en lo sucesivo menos el provecho (que preocupaba al empresario propietario) y los dividendos (preocupaciones del accionista) que la ampliación de la empresa y de su prosperidad, entre las que dependen la remuneración y el prestigio de los gerentes. La acumulación del capital se hace la nueva prioridad.
Las evoluciones más recientes de la empresa se traducen no obstante en un regreso a la fuerza de los propietarios. El accionista vuelve a ser la finalidad de la empresa. No se trata generalmente más de un individuo, sino a menudo de un fondo de inversión o de fondos de pensiones, o de bancos encargados de hacer fructificar el ahorro de los depositantes, exigentes que sean pequeños o grandes. La lógica de la "rentabilidad financiera" repite la ventaja sobre la de la rentabilidad económica. Más en condiciones de cumplir estos nuevos objetivos se quedan los gerentes que, aunque habiendo perdido su poder de orientación en provecho de lo que se llamará en lo sucesivo el "gobierno de empresa" corporate governance, obtienen salarios siempre mayores.
Ciertos economistas discuten esta nueva fuerza de los accionistas en el seno de la empresa. Para Joseph Stiglitz (Cuando el capitalismo pierde la cabeza, 2004) las empresas están siempre en las manos de los gerentes y de los contables que no abastecen a los accionistas de los datos efectivos sobre la salud de las empresas y no vacilan en robar a estos últimos vía maniobras financieras incomprendidas, en particular la distribución de stock-option.

### SiglosXIXyXX: capitalismo y salario

#### ¿La máquina contra el obrero?
Esta problemática se hace ilustre desde los principios de la primera revolución industrial. Las modificaciones del trabajo y de su organización engendradas por la llegada de máquinas significa para los trabajadores una fuente de cesantía, pero sobre todo de degradación. Adam Smith (Investigación sobre la naturaleza y las causas de la riqueza de las naciones, 1776) reconoce que el desarrollo del maquinismo y la división del trabajo embrutecen a los hombres y hacen considerarlas como máquinas simples a la hora de realizar el mismo gesto simple cada día. En 1811, los obreros del Nottinghamshire se rebelan, inspirados por la leyenda del célebre Robin Hood, bajo la dirección de un mítico Ned Ludd, para destruir las máquinas, hechas sus enemigas. De allí se inspiraría en 1831 la "rebelión de los Tejedores de seda" (obreros lioneses de la seda).
De hecho, para los capitalistas, la máquina primó mucho tiempo sobre el hombre. Es al último a quien se adapta. Cuando un accidente lo priva de un brazo, se cambia al hombre sin inquietarse por la adecuación de la máquina. Cuando la máquina y algunos de sus componentes son de accesos difíciles, se emplea a los niños, cuya talla permite ir a lugares poco accesibles.
Desde un punto de vista general, los estudios sobre períodos largos mostraron que el resultado de la introducción de las máquinas era más complejo que la competencia única hacia el trabajador, ya que hace también crear nuevos puestos más calificados (aparición de los ingenieros) en paralelo antiguos puestos de obreros. Más tarde, las máquinas pudieron reducir también las penurias y la duración del trabajo cuando su concepción tomaba en consideración esta aproximación. Les permitieron a los hombres acceder también a una sociedad donde los bienes son más abundantes gracias al aumento de la productividad. Ciertos autores, entusiastas de cara a la alta productividad de los sectores primarios y secundarios, confiando en la robotización, no dudaron en profetizar "el fin del trabajo" (Jeremy Rifkin, 1996), y adelantaron el advenimiento de una economía esencialmente concentrada hacia los servicios para las personas ("la producción del hombre para el hombre", según Robert Boyer).

#### Los derechos sociales
"Desconsolados, reducidos a la alternativa de morir de hambre o de arrancarle a su dueño por el terror la más pronta condescendencia a su petición. "
Adam Smith, Investigación sobre la naturaleza y las causas de la riqueza de las naciones, 1776
Bajo la presión del desarrollo del movimiento obrero y de la cuestión social, el legislador tendrá que reaccionar para mejorar las condiciones de vida de los trabajadores. Las leyes progresivamente van a mejorar el tiempo de trabajo, las condiciones de trabajo, la edad mínima para trabajar, el acceso a los cuidados, a la "jubilación", etc. Desde 1833 en el Reino Unido con la Factory Act, que limita a las 9 al día el trabajo de los niños de menos de 13 años, se dará un precedente para depurar estas situaciones. Estos progresos humanos lentamente se hacen, en el marco de un informe permanente de fuerzas.
Este período ve también desarrollarse de nuevas formas de solidaridad entre trabajadores que se autoorganizan para hacer frente a un diario vivir duro. Las formas modernas de la economía social se les desarrollan en oposición al capitalismo y les proponen servicios a los asalariados. Primeramente, las primeras mutuales sirven para financiar los entierros, luego extienden su campo de acción al financiamiento de los días de huelgas, luego a las bajas por enfermedad y retiros.
Ciertos grandes dueños no serán insensibles a la miseria del mundo obrero, y se harán ilustres por su paternalismo, por su filantropía y sus métodos de trabajo tanto vanguardistas como competitivos. Robert Owen comenzó así a poner las bases del movimiento cooperativo en su fábrica de New Lanark, proponiéndoles a sus obreros tanto clases nocturnas, como jardines para sus niños.

#### Los salarios

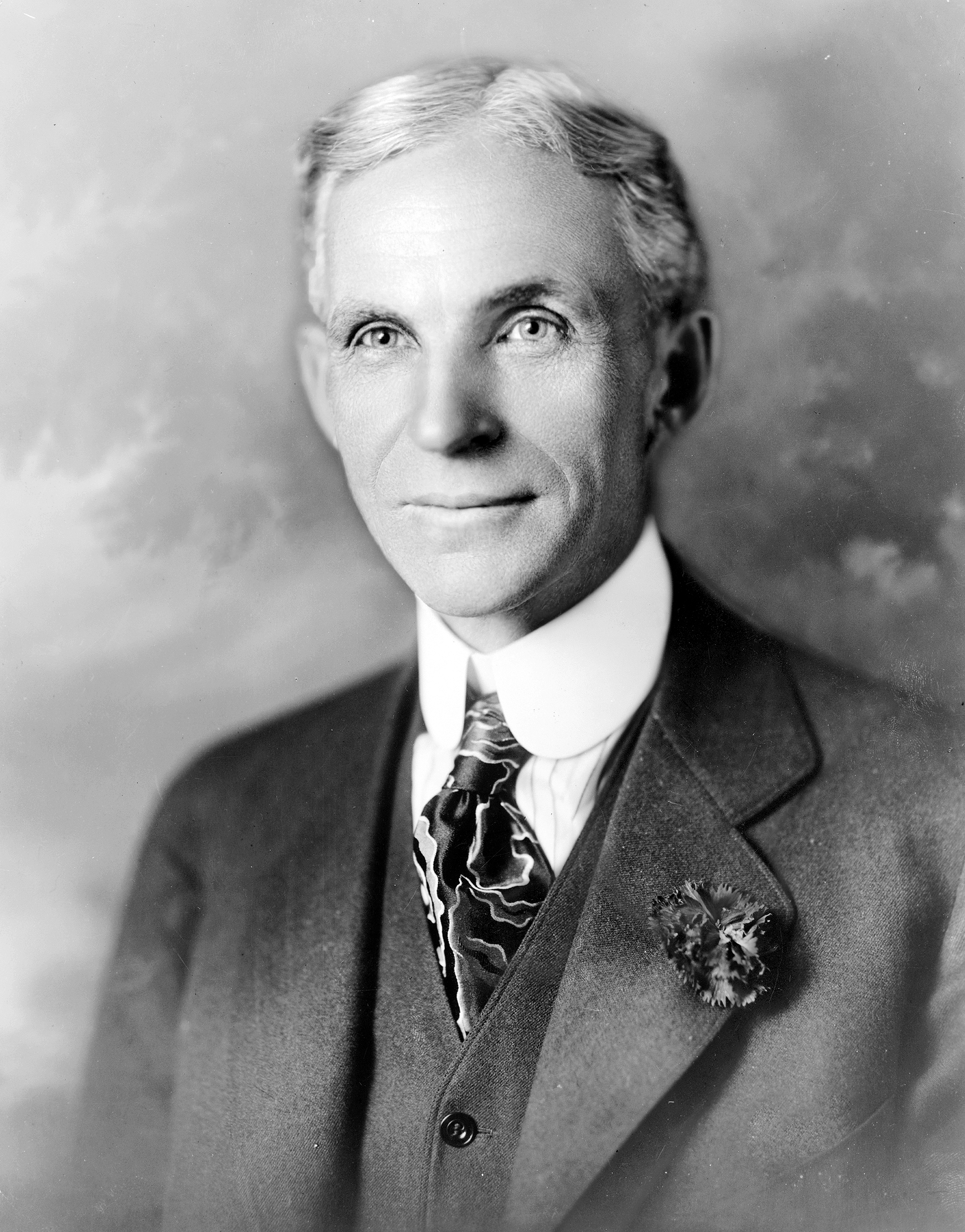
Henry Ford

Más tarde, Henry Ford comprenderá que la insatisfacción del obrero, engendrada por los métodos de trabajo tayloristas, se hace en detrimento de la productividad, y propondrá salarios muy por encima del mercado con el fin de limitar la rotación del personal y de ganarse la confianza de una mano de obra vuelta difícil de reclutar sobre puestos poco valorizantes de producción en línea en un período sin paro. Este pensamiento se generalizará y acabará en el "compromiso fordista" de los años 1945-1970, el período sobre el cual la parte de los salarios en el valor añadido va a progresar en detrimento de la parte relativa del provecho. No obstante, la productividad siempre acrecienta asalariados satisfechos de sus salarios, permitiendo aumentar los provechos en lo absoluto: es aquí dónde aparece la idea de compromiso. El fin del compromiso fordista, desde los años 1970 o 1980 según los países, va sin embargo a arrastrar un movimiento inverso siempre corriente, en el cual la parte del provecho progresa rápidamente en detrimento de los salarios.
Modelos más recientes de organización del trabajo, tal como el "toyotismo", invitan al asalariado a hacer parte de sus reflexiones sobre el proceso de producción, permitiéndole hacer una influencia sobre la máquina, o por lo menos de tener la ilusión.

### SiglosXIXyXX: evolución de las posturas políticas del capitalismo

#### Capitalismo agrícola contra capitalismo industrial

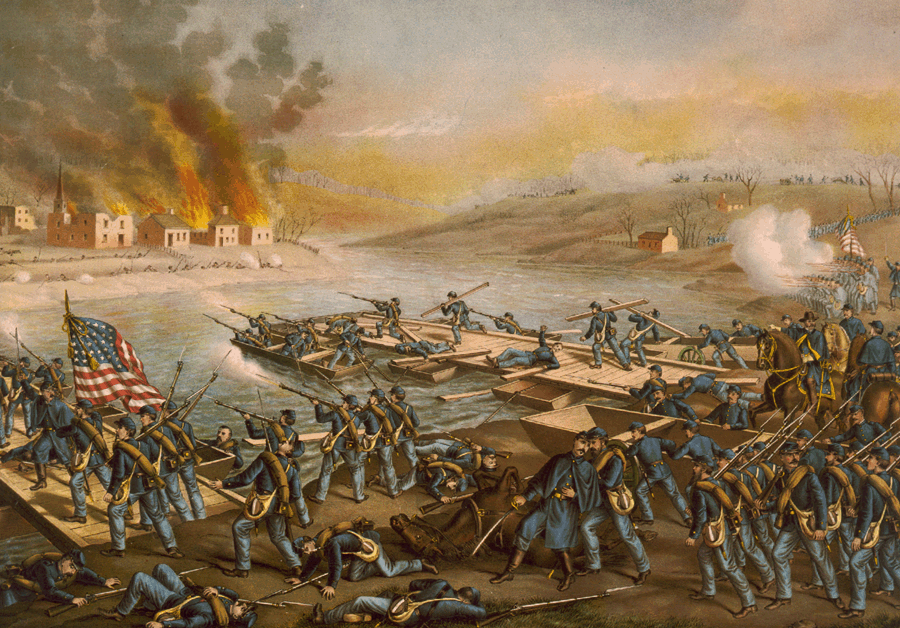
La guerra de Secesión es a menudo interpretada como el conflicto de una sociedad tradicional y agrícola oponiéndose a la marcha hacia el capitalismo industrial (batalla de Fredericksburg, 13 de diciembre de 1862)

La oposición entre los grandes capitalistas agrícolas y otras partes de la población no va a tardar en manifestarse a pesar de la revolución agrícola. En 1776, Adam Smith escribió:
"A los propietarios, como a todos los demás hombres, les gusta recoger allí dónde no sembraron."
El capitalismo agrícola, que procura alimentar la subida de los precios por el proteccionismo (vía Corn Laws), va entonces a oponerse al capitalismo industrial. En 1810, el economista y parlamentario David Ricardo (Ensayo sobre la influencia del precio bajo del trigo) piensa que la apertura del país a las importaciones agrícolas permitirá, gracias a la debilidad del precio de las subsistencias, reducir los salarios y pues favorecer la industria. De hecho, es un lobby de industriales de los textiles (la Anti Corn Laws League) que, al término de una batalla política incierta contra los grandes propietarios de bienes inmuebles, harán revocar las Corn Laws en 1846. El capitalismo liberal consiguió entonces uno de sus primeros triunfos.
A la inversa, en los Estados Unidos, el Sur, que reposa en una agricultura esclavista, es librecambista, mientras que el Norte, que desarrolla un capitalismo industrial, es proteccionista. Durante décadas precediendo la guerra de Secesión, propietarios del Sur pretextaban por otra parte que la condición del obrero del Norte solo era raramente envidiable a la del esclavo del Sur. A menudo denunciaban pues el apetito que los capitalistas disimulaban detrás de los discursos abolicionistas. La imposición del capitalismo se tradujo pues por un anclaje profundo de la economía en el proteccionismo que permitió un vuelo rápido de nuevos ramas de la industria.

#### Capitalismo y democracia
Según Raymond Aron (Dieciocho lecciones sobre la sociedad industrial, 1962), el capitalismo necesita en su evolución aumentar la calificación de la mano de obra con el fin de garantizar la perennidad del crecimiento económico. Esta calificación aumentada provoca la emergencia de las aspiraciones igualitarias. La sociedad capitalista conduce según él naturalmente a la democracia "porque es fundada no sobre desigualdades de estatuto, sobre la herencia o sobre el nacimiento, pero sí sobre la función cumplida por cada uno". La democratización hace sensible a la población al pleno empleo, a la disminución del tiempo de trabajo, a la reducción de las desigualdades de rentas, lo que finalmente acaba en una intervención creciente del Estado y en una aparición de numerosas formas de contrapoderes.
Para Joseph Schumpeter (Capitalismo, socialismo y democracia, 1942), es la aparición del capitalismo y la emergencia de una élite burguesa que permitió el éxito de la democracia abasteciéndole de hombres capaces de colocar una estructura burocrática eficaz. Si el socialismo también puede ser democrático, es menos apto que el capitalismo:
"Una clase cuyos intereses son los mejor servidos por una política de no intervención pone en práctica más fácilmente la discreción democrática que no sabrían hacerlo clases que tienden a vivir a expensas del Estado".
(Ibid.)
No obstante, por razones similares a las expuestas más tarde por Raymond Aron, la democratización a menudo lleva a una socialización de la democracia y a un retroceso del capitalismo.
Rosa Luxemburg considera que en la sociedad capitalista "las instituciones categóricamente democráticas son, en cuanto a su contenido, sólo unos instrumentos de los intereses de la clase dominante". Según ella, la democracia sería impedida por el funcionamiento del capitalismo, que coloca una sola clase social en la dirección de la sociedad.

#### Capitalismo y patriotismo
Según Michel Aglietta (Regulación y crisis del capitalismo, 1976), el éxito del capitalismo en los Estados Unidos está vinculado al "mito de la Frontera". La idea original de la organización de un espacio geográfico gigantesco se habría transformado en una ideología favorable para el capitalismo: "el que expresa la capacidad de la nación americana que polariza las actividades industriales en un sentido de progreso." La asimilación de la ventaja de la gran industria a la construcción de la nación en la conciencia popular habría permitido justificar el conjunto de las degradaciones del proceso de producción (taylorismo, luego fordismo) necesarias para la realización de los provechos de los capitalistas.
"Es por eso que la burguesía industrial pudo hacer avalar posteriormente por el conjunto de la nación las transformaciones tecnológicas inducidas por la plusvalía relativa presentándolos como la edificación de una "nueva frontera"".
(Ibid.)
En la Historia, el patriotismo sería pues un instrumento que permitiría justificar los sacrificios de los trabajadores en provecho del gran capitalismo: es por ejemplo la conclusión que sacarán ciertos "peludos" volviendo de las trincheras de la Primera Guerra Mundial y que comprobará el enriquecimiento nuevo de numerosos industriales. Es cosa de ver la frase de Anatole France: "creemos morir por la patria; morimos para industriales".

#### Confrontación de los poderes políticos y los poderes privados
Una de las preocupaciones mayores de la acumulación del capital material fue la acumulación de poder que esto significaba. Las grandes manufacturas durante mucho tiempo han sido controladas estrechamente por el Estado (como por ejemplo las manufacturas de Colbert) con el fin de limitar la constitución de formas de poder privado. La creación de sociedades sin el aval del Parlamento es concedida solo en 1825 en Gran Bretaña (derogación de la Bubble Act). La liberalización completa de la creación de sociedades anónimas es concluida solo en 1856 en el Reino Unido.
Hasta antes de la Revolución rusa, es en los Estados Unidos dónde se manifiestan las primeras oposiciones entre el poder político y las grandes empresas capitalistas. El capitalismo bajo la forma del liberalismo económico aparece y preconiza la competencia por una nueva organización del mercado como la prenda de eficacia, mientras que las formas precedentes de capitalismo tenían una tendencia a la concentración y a la armonía. En esta óptica liberal, la creación de monopolios es contrariada por leyes anti-trust. Ellas serán puestos en práctica por Theodore Roosevelt que particularmente se opondrá a John D. Rockefeller y a J. P. Morgan. Antes, los Estados del Sur habían provocado la guerra de Secesión proclamando su independencia, temiendo verse imponer el modelo del norte (opuesto a su sistema esclavista) por el gobierno federal republicano de Abraham Lincoln.

#### Colaboración de los poderes políticos y los poderes privados
En la historia reciente, las tentativas de nacionalizaciones de los bienes materiales de las grandes empresas transnacionales provocaron la caída de ciertos gobiernos: el del Salvador Allende en 1973 en Chile (derrocado por un golpe de Estado militar alentado desde Washington). En 1956, la nacionalización del Canal de Suez por el gobierno egipcio de Nasser, provocó la entrada en guerra de Francia, del Reino Unido y de Israel. Al contrario, en nuestros días, las privatizaciones de las empresas se acompañan casi sistemáticamente de movimientos sociales y de protestas. La cuestión del capitalismo, por su naturaleza jurídica, es fuente de presiones y de desequilibrios políticos.
Para John Kenneth Galbraith:
"El sistema industrial inextricablemente está vinculado al Estado. No escapa de nadie que, de muchos modos, la gran empresa moderna es un brazo del Estado, y éste mismo, en las circunstancias importantes, es un instrumento del sistema industrial".
El Nuevo Estado industrial, 1967
Según Galbraith, las grandes empresas americanas de la segunda mitad del siglo XX se acaparan un poder excesivo con el fin de colocar a su provecho una economía planificada. El peligro de guerras que tiene como único objeto abastecer de mercados a la industria del armamento particularmente es evocado. Algunos años antes, el presidente norteamericano había declarado por otra parte:
"Jamás debemos permitir que el complejo militar-industrial amenace nuestras libertades o el proceso democrático".
Dwight David Eisenhower, Último discurso a la nación del presidente de los Estados Unidos, el 29 de enero de 1961
El liberalismo y sus teorías más fundamentales son por lo demás extraídas desde capitalismo industrial. Según la teoría de la "hilera invertida", es el consumo que se adapta a la producción gracias al hostigamiento y gracias a las necesidades creadas por la publicidad. Insiste pues en la necesidad de la existencia de "poderes compensadores", y en el papel esencial de la educación en la emancipación del individuo.
Los lazos entre el mundo político y las grandes empresas regularmente son objeto de polémicas. Pensamos por ejemplo en las vinculadas a la guerra de Irak, o a las críticas hechas al modo de financiamiento de las campañas electorales en los Estados Unidos.

#### El capitalismo y la regulación del Estado durante elsigloXX
A lo largo del siglo XX, la abertura del capitalismo ha sido limitada en parte por las crisis económicas y la emergencia de modelos económicos alternativos: las guerras mundiales, el bloque comunista, el nazismo en Alemania y sobre todo la crisis económica de los años 1930.
Es en efecto en el curso de esta década el capitalismo debió hacer frente a los desafíos más importantes desde su advenimiento en el siglo XVIII. La crisis trajo una entrega(descuento) en cuestión del "capitalismo salvaje" y del liberalismo. Por ejemplo, la teoría económica entonces dominante (Keynesianismo) preconizaba la intervención pública (John Maynard Keynes, Teoría general del empleo, el interés y el dinero, 1936) para regular las disfunciones de un sistema económico que cualificaba imperfecto y fundamentalmente inestable.
Después de la Segunda Guerra Mundial, el desarrollo de los Estados de bienestar se acompañó de una toma de control por el Estado de las sociedades más grandes industriales, comerciales y bancarias en numerosos países. Los sistemas de seguridad particular en cuanto a ellos habían reemplazado por una toma en carga colectiva de los riesgos a escala estatal. Apreciamos entonces economías mixtas, donde el capitalismo no debía dominar en lo sucesivo, pero sí coexistir con sistemas económicos alternativos.
No obstante, en respuesta al shock petrolero y en respuesta a la crisis económica de los años 1970, los fundamentos teóricos de la intervención pública y de la regulación del capitalismo fueron retomados. El regreso de las políticas liberales y la privatización de faldones enteros de la economía marcó la vuelta del capitalismo privado como sistema dominante de las economías de mercado. Por otro lado, los años 1990 fueron marcados por la desaparición progresiva de los sistemas alternativos en los países del antiguo bloque comunista y en los numerosos países en vías de desarrollo.

## La expansión del capitalismo: de los capitales nacionales a los capitales multinacionales
El ascenso del capitalismo ha sido animado por el nacionalismo económico y el mercantilismo (ver más arriba). Al principio de los años 1950, Charles Wilson, director general de General Motors, declaraba "lo que es bueno para General Motors es bueno para los Estados Unidos y recíprocamente". Un siglo antes, Karl Marx explicaba que el capitalismo requería un mercado protegido donde despachar sus productos, el nacionalismo era primeramente la mejor manera de garantizárselo:
"El mercado es la primera escuela donde la burguesía se entera del nacionalismo".
Después, la convergencia de los intereses nacionales y de los del capitalismo es cada vez más discutida, y parece que el capitalismo procura librarse de coacciones nacionales haciéndose el motor de la universalización económica.

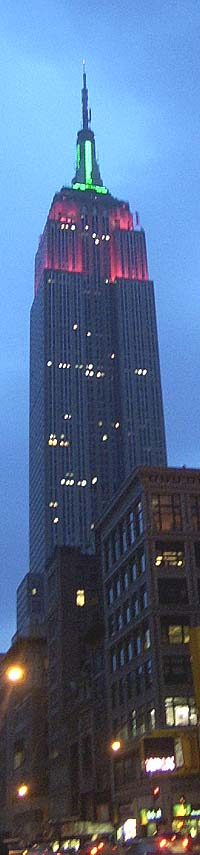
Empire State Building, símbolo del capitalismo estadounidense

### Los capitalismos nacionales
La historia económica de las diferentes naciones desde el siglo XIX llevó a que el capitalismo tomará formas difirentes de un país a otro.

#### El capitalismo británico
El crecimiento del capitalismo británico en el siglo XIX ha sido fuertemente marcado por un libre comercio mezclado a la tradición del mercantilismo comercial. Esta evolución contra-natura llevó a la constitución de un Imperio colonial importante y a la inserción muy precoz del país en la división internacional del trabajo (la parte de la población agrícola se volvió ampliamente minoritaria en el Reino Unido desde el siglo XIX). Importando desde sus colonias las materias primas, el Reino Unido se convirtió en el siglo XIX en el "taller del mundo". Heraldo del liberalismo a través de un mundo proteccionista, el Reino Unido conoció no obstante un paréntesis marcado por la emergencia de un Estado "providencia" que advenía como consecuencia de la Segunda Guerra Mundial, antes de volver a ser a partir de los años 1980 uno de los ejemplos del capitalismo liberal anglosajón.

#### El capitalismo estadounidense
Si capitalismo estadounidense y capitalismo británico son agrupados en lo sucesivo bajo la etiqueta de "capitalismo anglosajón", sus historias respectivas son sin embargo muy diferentes. El capitalismo norteamericano estuvo hasta fines de la Primera Guerra Mundial marcado por un proteccionismo importante. A finales del siglo XIX, el capitalismo estadounidense conoció una concentración importante en la inmensa mayoría de las ramas de la economía, la constitución de los trustes. Así se fusionaban (o se aliaban) los bancos, las compañías petroleras, etcétera. Aunque se considera el modelo americano contemporáneo próximo al del Reino Unido, es decir como liberal, el Estado juega sin embargo un papel importante en el sostén de sus empresas como lo muestran las intervenciones proteccionistas recientes, los encargos importantes a ciertas industrias lo que empuja a ciertos economistas a cualificar a los Estados Unidos de país mercantilista.

#### El capitalismo renano
El modelo de Alemania es más reciente, por el mismo hecho de la constitución más tardía de este Estado (1870). Desde su origen se ha marcado por una alta carga social (desde Otto von Bismarck), una intervención fuerte del Estado en las actividades económicas, y una concentración importante de las empresas, formando así los konzern. Esta concentración se hizo en una lógica totalmente diferente de la de la concentración americana, ya que consistió en la aproximación de sectores diferentes y complementarios de actividad, por ejemplo una implicación fuerte del sector bancario en conjunto con las grandes ramas de la economía. Desde el fin de la Segunda Guerra Mundial, con la llegada de la socialdemocracia, Alemania también consiguió desarrollar un sistema sindical eficaz donde la colaboración entre empresarios y representantes del personal asegura una estabilidad relativa, y un índice bajo de huelgas que contrasta con el índice elevado de sindicalización.

#### El capitalismo nipón
Los orígenes del capitalismo se encuentran en la intervención vigorosa del Estado. Es en efecto el Estado que, centralizando las antiguas rentas de las grandes familias feudales, va a desarrollar la industria bajo la era Meiji (a partir de 1868) antes de confiársela a estas últimas. Los principios del capitalismo nipón son semejantes a los del capitalismo alemán en el modo en el que son concentradas las empresas. El Estado desempeña siempre un papel importante que importa en la economía, particularmente vía la intervención del MITI (Ministerio de industria y comercio). Al plano social, las grandes empresas mantienen con sus asalariados relaciones privilegiadas basadas en la seguridad del empleo y a cambio la devoción a la empresa por parte del asalariado.

#### Evolución reciente de los grandes modelos
En su obra de 1991, Capitalismo contra capitalismo, Michel Albert analizó las evoluciones de los dos grandes modelos, el modelo "neoamericano" (o anglosajón) y el modelo "renano" (Alemán, pero también de países escandinavos, Austria, Suiza, y parcialmente Japón).
Para Michell Albert, las realizaciones económicas norteamericanas desde la llegada al poder de Ronald Reagan en 1981 se tienen que relativizar. El crecimiento fuerte del capitalismo neoamericano es según él el hecho de experiencia de los años anteriores a la liberalización de la economía operada por este presidente. Este crecimiento también ha sido marcado por una acentuación del dualismo social y de las desigualdades, mientras que la economía conoce desequilibrios peligrosos (déficits presupuestarios y exteriores): "Se echan a cuerpo perdido en la deuda para el consumo, el goce inmediato". Por otro lado la economía es amenazada por la preponderancia de los mercados financieros y de sus exigencias.
Al contrario el modelo renano concede una parte menos importante a la economía de mercado vía la intervención de organismos diversos. Los salarios son fijados por ejemplo por los convenios colectivos, la antigüedad, etc. Las grandes empresas no están consideradas como bienes mercantes sino como una comunidad "industrial-financiera" donde los bancos toman una responsabilidad de largo plazo. La economía social de mercado alemana encarna por otro lado una síntesis entre el capitalismo liberal y algunos preceptos de la socialdemocracia. Menos generador de desigualdades sociales, fundado sobre equilibrios económicos sólidos (pensando en el rigor monetario alemán), el capitalismo renano parece pues superior.
Sin embargo el capitalismo renano conoce numerosas dificultades. La cohesión social sería amenazada por la subida del individualismo mientras que la globalización financiera regresa a los bancos a su papel tradicional. La confrontación de ambos tipos de capitalismo gira pues a favor del menos perfecto (en la opinión de Michel Albert), es decir del modelo neoamericano. Finalmente, esta evolución tiende a orientar el capitalismo francés hacia el modelo anglosajón.
Pensemos lo que pensemos de las opiniones de Miguel Albert sobre la calidad de tal o cual modelo, observamos que el hundimiento de las sociedades socialistas no significó la desaparición de las alternativas entre sistemas económicos diferentes.

### Capitalismo, colonialismo, imperialismo y guerra

#### El imperialismo
La emergencia del capitalismo en el siglo XV coincide con las primeras grandes olas de colonizaciones al Nuevo Mundo, aunque no nacen uno del otro. La influencia de la economía sobre las relaciones de fuerza de los Estados, un acercamiento teórico y económico que identifica en realidad al mercantilismo, causó que se asocie erróneamente al capitalismo con el imperialismo en vez de al mismo mercantilismo más antiguo. Ya en el siglo XVIII, Voltaire, más bien entusiasmado, subrayaba que los vendedores eran más útiles para la potencia de su país que para las personas nobles:
"El comercio, que enriqueció a los ciudadanos en Inglaterra, contribuyó haciéndolos libres, y esta libertad extendió el comercio a su vuelta; de ahí se formó la grandeza del Estado. Es el comercio que estableció poco a poco las fuerzas navales por las que los ingleses son los dueños de los mares. Tienen hoy en día cerca de doscientos buques de guerra. La posteridad sabrá posiblemente con sorpresa que una pequeña isla que sí tiene solo un poco de plomo, estaño, tierra de batán y lana grosera, se volvió por su comercio bastante poderosa para enviar, en 1723, tres flotas a la vez a tres extremidades del mundo..."
Cartas inglesas

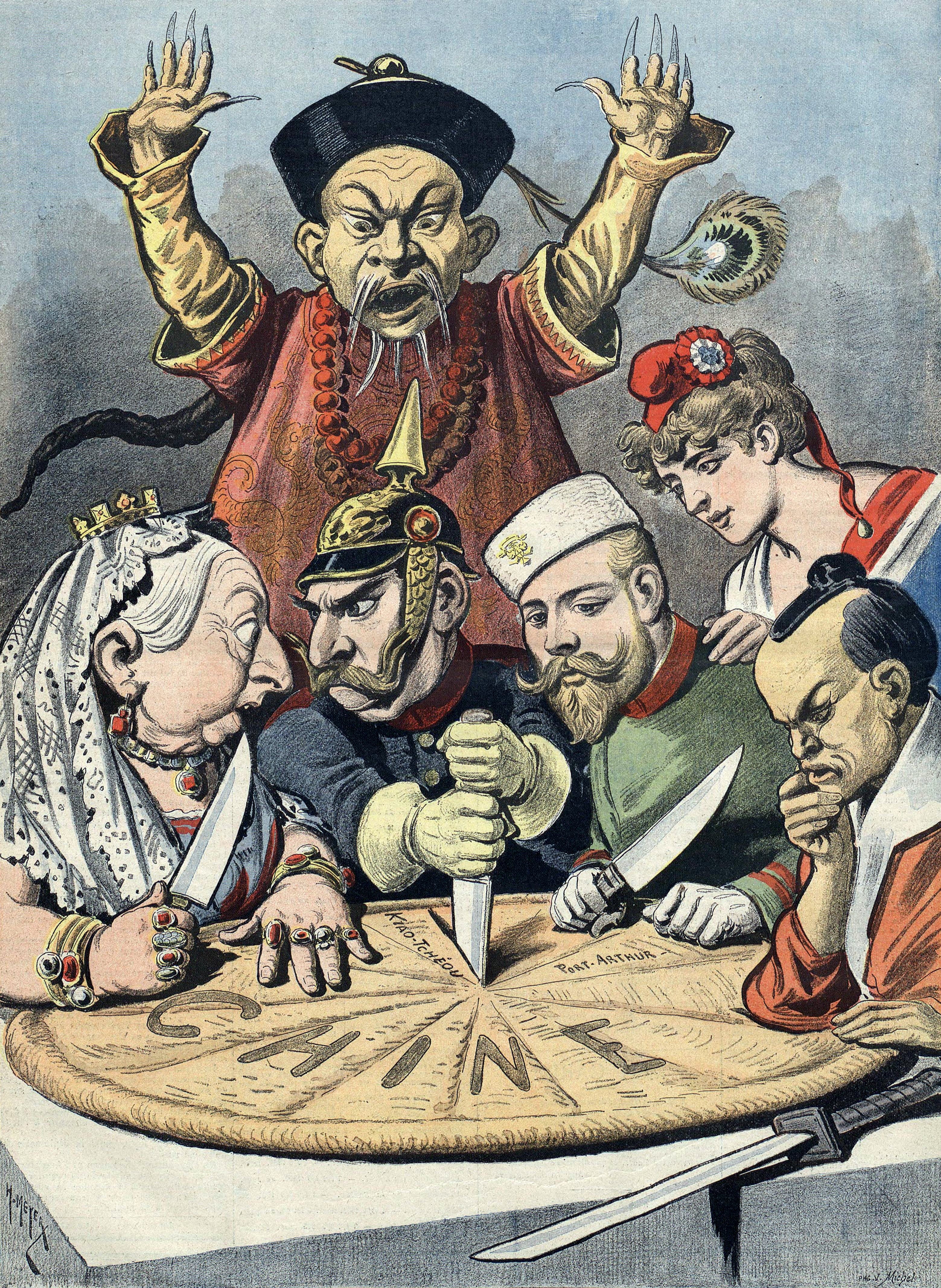
Caricatura política que muestra la división de China entre las potencias coloniales (Reino Unido, Alemania, Rusia, Francia y Japón), fines de la década de 1890

De hecho, el Reino Unido impone violentamente su comercio al mundo en el siglo XIX. Por ejemplo, el opio en China (guerra del opio, 1838-1842).
Al principio del siglo XX, pensadores, marxistas para la inmensa mayoría, asociaron el fenómeno de la multinacionalización de las empresas y del colonialismo, con desarrollo del capitalismo, haciendo el imperialismo su estadio supremo.
En 1913, Rosa Luxemburg se explica en La Acumulación del capital, que la reproducción del sistema capitalista necesita la abertura continua de nuevos mercados y su implantación en las regiones geográficas de las que está todavía ausente. Así según Rosa Luxemburg, el imperialismo lleva inevitablemente a la guerra.
Ilustrando la importancia económica de las colonias, donde más bien refleja la importancia que se les atribuía en la época posiblemente sin razón, Jules Ferry le declaró a la Cámara francesa que "la política colonial era hija de la política industrial". En efecto, a medida que su desarrollo y a medida que ocurre la emergencia económica de nuevos países, el acceso al mercado y el reparto de ellos se vuelven cada vez más problemáticos. Pero la constitución de mercados coloniales exclusivos es limitada por el tamaño del planeta. El tiempo del mundo finito comienza (según la expresión del poeta Paul Valéry) y los antagonismos entre las grandes potencias económicas pueden encontrarse de allí solo exacerbadas.
Es así como, crisis y conflictos les oponen repetidas veces Reino Unido a Francia (Incidente de Fachoda en 1898), los británicos a colonos neerlandeses (Guerras de los Bóer del 1899 a 1902), Francia a Alemania (en Marruecos en 1905-1906 luego en 1911), entre muchas otras. Jean Jaurès, opositor la Primera Guerra Mundial, declaró que "el capitalismo llevaba la guerra como el nubarrón lleva la tormenta".
En 1916, Lenin explica en El imperialismo, fase superior del capitalismo, que la concentración del capital lleva a un estadio de la historia del capitalismo marcado por las posiciones de monopolios de las grandes empresas industriales y financieras. Confrontadas con la baja tendenciosa del índice de provecho (teoría marxista que considera que los índices de provechos del capitalismo tienden a bajar naturalmente en el largo plazo), las grandes empresas intentan invertir sobre los mercados extranjeros con el fin de recuperar los niveles fuertes de provecho. Las grandes empresas nacionales entonces se entienden para repartirse el mundo. Lenin toma por ejemplo el caso de AEG (Alemania) y de General Electric (Estados Unidos) en el dominio de la electricidad.
"Lo que caracterizaba el antiguo capitalismo donde reinaba la libre competencia, era la exportación de las mercancías. Lo que caracteriza el capitalismo donde reinan los monopolios, es la exportación de los capitales."
(Ibid.)
La naturaleza belicosa del capitalismo ha sido discutida mucho. Numerosos liberales hicieron ver que el imperialismo también se había revelado como una tendencia recurrente de la Unión Soviética. En las Etapas del crecimiento económico (1960), Walter Whitman Rostow, piensa que la guerra propiamente no está vinculada al capitalismo, sino más simplemente al desarrollo económico. La emergencia de una nueva fuerza económica, que sea capitalista u otra, significa la aparición de una adecuación entre los equilibrios geopolíticos pasados y las relaciones nuevas de fuerzas. La discusión en cuestión para la nación emergente de los tratados pasados naturalmente lleva a la guerra.

#### Balance de la colonización por el capitalismo occidental
Desde el punto de vista de Fernand Braudel, si el capitalismo se funda en el comercio lejano, las colonias desempeñaron un papel positivo. No obstante la concomitancia del colonialismo y del capitalismo no es tan evidente en los hechos. Los grandes imperios coloniales que fueron España y Portugal no conocieron por ejemplo el desarrollo del capitalismo industrial antes del siglo XX. Al contrario, naciones como Alemania y Japón, y sobre todo los Estados Unidos, han sabido desarrollar un capitalismo eficaz aunque prácticamente no poseen colonias.
Ciertos historiadores subrayaron el papel depravado de las colonias en el desarrollo económico de las metrópolis. Estas últimas, constituyendo desembocaduras "fáciles", desempeñaron el papel de mercados cautivos, es decir que desanimaron la inversión material sobre el territorio nacional desviando volúmenes importantes de capitales hacia el exterior.
Algunos consideran que los esfuerzos de conquista, pero sobre todo de organización de los territorios ocupados, costaron más que el beneficio que dieron a las economías capitalistas de Europa. La teoría de Karl Marx del "pillaje colonial" es pues, dudosa.
En 1867, Karl Marx explicaba:
"El descubrimiento de las comarcas auríferas y argentíferas de América, la reducción de los indígenas a la esclavitud, su enterramiento en las minas o su exterminio, los comienzos de conquista y de pillaje en las Indias orientales, la transformación de África en una suerte de conejera comercial para la caza de pieles negras; he aquí los procedimientos idílicos de acumulación primitiva que señalan la era capitalista en su aurora."
Marx ve en la colonización el origen de los capitales necesarios para el vuelo del capitalismo. Estos provendrían:
- de la expropiación de las tierras en las colonias,
- de la creación de monopolios de derechos (ver las Compañías de Indias más arriba),
- de la explotación y de la postura en esclavitud de la población indígena,
- mercados entonces abastecidos por las industrias fabricantes de Europa.

Desde la sociología económica originada por Joseph Schumpeter surgió la réplica a la anterior premisa marxista:
"El problema de la acumulación originaria se presentó primero a muchos autores, principalmente a Marx y los marxistas, que adherían a una teoría de la explotación del interés y que, por lo tanto, tuvieron que hacer frente a la cuestión de cómo los explotadores se aseguraron el control de una reserva inicial de 'capital' (como sea que se defina) con el cual explotar - una cuestión que la teoría es per se incapaz de responder, y la cual sólo puede responderse, obviamente, de una manera irreconciliable con la idea de explotación"
Schumpeter argumentó que el imperialismo no pudo ser un sistema de arranque necesario para el capitalismo, ya que el capitalista debió entonces disponer de un capital previo para lograr el poder social que lo transformara en imperialista. Tampoco el capitalismo podría haber sido necesario para fortalecer el imperialismo, ya que el imperialismo fue preexistente al capitalismo. Schumpeter consideraba que Marx se había visto forzado a argumentar que el capitalismo requería de la violencia y el imperialismo: en primer lugar para ponerse en marcha con un botín inicial y para desposeer a una población que así podría ser inducida a entrar en las relaciones capitalistas en condición de obreros, y, a continuación, como una forma para superar las mortales contradicciones generadas dentro de las relaciones capitalistas a lo largo del tiempo. Sin embargo, para el autor, esto es autocontradictorio, y el imperialismo no es otra cosa que un impulso atávico que persigue un Estado en forma independiente de los intereses económicos de las clases burguesas.
"El imperialismo es una de las herencias de la monarquía absoluta o de Estado. Nunca podría haber evolucionado de la 'lógica interna' del capitalismo. Sus fuentes provienen de la política de los príncipes y las costumbres de un ambiente precapitalista. Pero incluso no es imperialismo la exportación de un monopolio, y éste nunca se habría transformado en imperialista por las solas manos de una burguesía pacífica. Si esto ocurrió es sólo porque la máquina de guerra, junto a su ambiente social, fue producto de una clase marcialmente orientada (es decir, la nobleza) que se mantuvo a sí misma en una posición dominante y con la cual pudieron aliarse todos los diversos intereses de los productores de armamento que formaban la burguesía de la guerra. Esta alianza mantuvo viva los instintos de lucha y las ideas de dominación, y estas a su vez llevaron a relaciones sociales que tal vez en última instancia se pueden explicar en términos de las relaciones de producción, pero no como un producto de las relaciones productivas del capitalismo por sí mismo."
En una tesis fechada en 1984, Imperio colonial y capitalismo francés, historia de un divorcio, Jacques Marseille se pregunta si el Imperio colonial fue un freno o un motor para el desarrollo del capitalismo francés. Según él, la importancia del Imperio para el capitalismo francés fue solo una apariencia estadística. En efecto, las grandes compañías supieron sacar provecho de la credulidad de los ahorradores para atraer capitales que a menudo no tomaban formas materiales en las colonias. Por otro lado, los productos importados las colonias no eran unos productos raros ni productos cuyos precios sustancialmente eran inferiores a los precios internacionales. A partir de la crisis de los años 1930, son los sectores económicos en decadencia los que se acapararon los mercados coloniales, mientras que los sectores fuentes de innovación se interesaron en realidad muy raramente. Algunos consideran pues que el Imperio no fue la fuente del progreso económico.
Una conciencia de este fenómeno progresivamente trastocó la opinión de las élites en cuanto a los beneficios del colonialismo, mientras que la opinión pública, a pesar de estar rápidamente opuesta al colonialismo, por razones morales, conservaba la idea que este estaba favorable para Francia. El problema de los mercados cautivos primero ha sido identificado como una fuente de falta de motivación a la innovación para las empresas nacionales, no al ser necesaria esta última en un contexto de ausencia de competencia por parte de los países extranjeros. El resultado sería entonces de este punto de vista una pérdida de competitividad frente a otras economías avanzadas. Solo el régimen de Vichy en un tiempo preconizó el desarrollo industrial de las colonias, apuntando que el comercio con economías desarrolladas era más provechoso que el con países subdesarrollados. Al finalizar la Segunda Guerra Mundial, los capitalistas cedieron al "complejo holandés". En efecto, la constatación del crecimiento excepcional de la economía de los Países Bajos en respuesta al abandono en 1949 de Indonesia enturbiaba la tesis corrientemente admitida sobre la influencia económica positiva del Imperio.
Finalmente, la tesis de Jacques Marseille se opone a la de Karl Marx sobre el papel del pillaje colonial. Según Marseille, es notable que el desarrollo reciente del capitalismo, pidió al contrario, un abandono de las colonias, un "divorcio por mutuo consentimiento" entre ambas partes: no serían pues razones económicas las que explicarían según Marseille el afecto de las metrópolis a algunas de sus colonias, sino más bien razones políticas y militares. El Imperio habría constituido de hecho una "bola de hierro" que trabaría la modernización del capitalismo francés. Si uno de los divorciados ampliamente sacó provecho de eso, la metrópoli, el caso del segundo es más matizado. Si ciertas antiguas colonias supieron desarrollar un capitalismo eficaz en respuesta a su emancipación, los numerosos países, África particularmente, tienen en nuestros días rentas per cápita inferiores a aquellos que tenían antes de su independencia.
En su obra de 1994, Mitos y paradojas de la historia económica, Paul Bairoch comparte la tesis de Jacques Marseille:
"En vísperas de la Primera Guerra Mundial, el 98 % de los minerales metálicos utilizados en los países desarrollados venían del mundo desarrollado; la cifra era del 80 % para las fibras textiles y, como lo vimos, de más de 100 % para la energía." (Ibid.)
Solo algunos productos raros conllevaban una dependencia enfrente de las colonias: el caucho, los fosfatos naturales, entre otros. Al contrario, los países del Tercer Mundo eran muy dependientes de los mercados de las metrópolis, porque aunque las metrópolis fueron casi autosuficientes, las colonias exportaban a ellas más de 90 % de sus materias primas.
Paul Bairoch apunta no obstante, que las consecuencias de la colonización fueron desastrosas: "si occidente apenas ganó al colonialismo, esto no significa que el Tercer Mundo no hubiera perdido allí mucho". Los territorios colonizados no compartieron la prosperidad de sus metrópolis y, según Angus Maddison, el PIB de la inmensa mayoría de ellos se estancó entre 1820 y 1953.
¿Hay que imputar este balance al capitalismo? Para Karl Marx, "la riqueza colonial tiene sólo un fundamento natural: la esclavitud", pero Paul Bairoch subraya que occidente no fue el único colonizador.

### El capitalismo mundial

#### De la «economía-mundo» a la economía mundial
En el sentido de Braudel, hay que entender "mundo" como un conjunto económico coherente. Desde entonces, pueden coexistir varias "economías-mundos", que forman diferentes conjuntos económicos. Así las grandes ciudades mercantes son los centros de conjuntos económicos coherentes a la escala de un continente, o de un mar (el Mediterráneo en el siglo XVI para las ciudades italianas por ejemplo):
"Un pedazo del planeta económicamente autónomo, capaz por lo esencial de bastarse y al cual sus enlaces y sus cambios interiores confieren una unidad cierta y orgánica".
Solo con la revolución industrial a finales del siglo XVIII empieza un proceso que hará de Londres el centro de una "economía-mundo" a escala mundial. Será sobrepasada más tarde por Nueva York, hacia 1929.
El estudio paralelo de ambos términos no es gratuito, porque se tiende a reencontrar las características de las "economías-mundos" del Renacimiento en la economía mundial actual.
- La "economía-mundo" siempre está dominada por un polo urbano, una ciudad capitalista que asegura el papel de centro decisorio y logístico. Este análisis puede ser llevado a la preponderancia de la Tríada (Europa, Japón, América del Norte) que concentra el 75 % del comercio mundial y de sus grandes megalópolis (Londres, Nueva York, Tokio), que concentran una parte similar de las operaciones financieras del planeta. El 94 % de las casas matrices de empresas multinacionales se localizan en la Tríada.
- Una división en zonas sucesivas fuertemente jerarquizadas que son objeto de una división internacional del trabajo. Encontramos cerca de las ciudades dominantes las actividades decisorias y de alto valor añadido (la Tríada), luego alejándose de polos encontramos economías cada vez menos avanzadas y subordinadas a las economías dominantes (los países en vías de desarrollo que se dedican a las actividades de mano de obra), luego en la periferia, países olvidados y aislados, fuera de la actividad económica mundial (los países menos avanzados).

Podemos pues considerar que es una larga evolución de esquemas existentes desde el Renacimiento que progresivamente llevó al capitalismo a constituir una economía universalizada.

#### Multinacionalización de las empresas
Las primeras multinacionales modernas datan de mediados del siglo XIX. En calidad de ejemplo, Samuel Colt realiza la primera inversión norteamericana en el Reino Unido en 1852 con el fin de hacer producir allí su revólver. Singer, fabricante norteamericano de máquinas de coser se instala en Europa a partir de 1867. Estas empresas, la mayoría de las veces británicas, abren la voz de la internacionalización productiva. Son seguidas en los años de la Gran depresión (1873-1896) por el primer grupo de grandes empresas nacionales: General Electric, AEG, Nestlé, Kodak, United Fruit, etc. En 1908, Henry Ford abre su primera fábrica en Europa, en Mánchester. La estrategia de instalación sobre los mercados extranjeros en verano más tarde modificada por la desreglamentación y la modernización de los mercados financieros permitieron el intercambio de financieros activos a escala planetaria. Los grandes grupos se fusionan con empresas extrañas (uno de los ejemplos clásicos es Royal Dutch Shell, compañía anglo-holandesa fundada en 1908). Podemos por ejemplo apreciar que las empresas "francesas" cotizadas en la CAC 40 son en término medio poseídas por más del 40 % por inversionistas extranjeros.
Para Robert Reich (La Economía mundializada, 1991), la economía-nación tiende a desaparecer en provecho de una red mundial en la cual las empresas dejan la producción standardizada a los países en vías de desarrollo, lo que no refleja una pérdida de competitividad de los países ricos (podemos anotar por ejemplo que el solo 10 % del precio de un computador está vinculado a su producción propiamente dicha), ya que conservan la mayoría de las veces las actividades de concepción. Finalmente la producción es dispersada sobre el planeta con el fin de sacar provecho de las ventajas de cada región.
Desde el punto de vista social, el efecto de esta mudanza del capitalismo es un crecimiento de las desigualdades en el plano nacional. Los trabajadores menos cualificados son puestos en competencia con los de países del Tercer Mundo, mientras que los "manipuladores de ideas" sacan provecho de mercados gigantescos. En efecto la idea (software, gestión, patente, etc.), producida una vez, se multiplica a coste casi nulo una infinidad de veces, lo que significa para su diseñador una renta proporcional al tamaño del mercado.

## ¿Hacia un «capitalismo cognitivo»?
La pérdida de valor del trabajo no cualificado, e incluso del capital material (cada vez más delocalizado en los países pobres) arrastra una toma de importancia siempre creciente del capital inmaterial (la propiedad intelectual) y del conocimiento técnico y de la destreza de los trabajadores (el capital humano).

### La propiedad intelectual

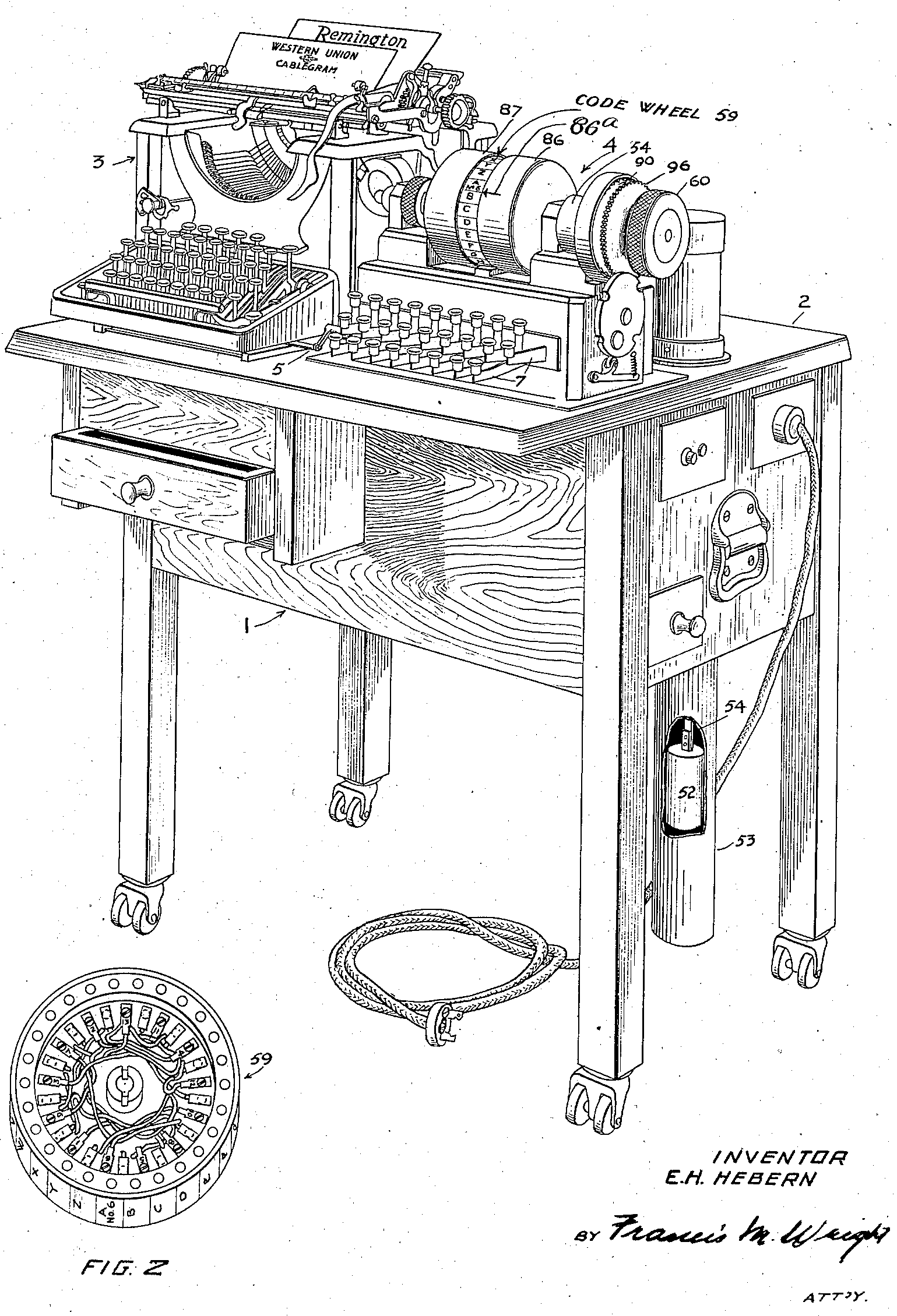
La patente del "Hebern single-rotor machine" (máquina de Hebern), patente número 1510441 fechado en 1918

Hacia los siglos XIII y XIV, progresivamente se libra en Europa un nuevo concepto: el privilegio. Los privilegios presentan tres características:
- Existencia de una demanda argumentada;
- Apreciación del interés público por las autoridades;
- Concesión de un monopolio de explotación limitado en el tiempo y en el espacio.

Pero es en Venecia dónde aparece la patente bajo su forma moderna.
Venecia es en aquella época un medio cosmopolita y emprendedor y siempre en movimiento. Por otro lado todo lo que se remite a la gestión del agua y otros dispositivos acuáticos es su ámbito predilecto. Es por eso que Venecia habría librado en 1421 un privilegio que realmente se emparentaría con una patente de invención. El número de privilegios se multiplicó en el curso de los cincuenta años que siguieron y el sistema se extendió a otros ámbitos para hacerse uno de los principales medios de transmisión del progreso comercial e industrial de la República.
En 1474 el procedimiento es bastante rodado para que las autoridades decidan, por un voto del Senado (116 sí contra 10 no y 3 abstenciones), integrar la experiencia adquirida redactando una ley. Este texto histórico, conocido bajo el nombre de Parte Veneziana, enuncia por primera vez los cuatro principios de base que justifican la creación de toda ley sobre las patentes:
- Estímulo a la actividad inventiva;
- Compensación de los gastos incurridos por el inventor;
- Derecho del inventor sobre su creación; y sobre todo
- utilidad social de la invención.

Para ser objeto de un privilegio, la invención debe ser:
- "Nueva", es decir jamás haber sido realizada antes sobre el territorio de la República (novedad local);
- "Ingeniosa" (concepto de la no evidencia); y
- "al punto, para ser utilizada y ser aplicada" (concepto de la utilidad).

En el Reino Unido, la primera ley sobre las patentes de invención (statute of monopolies) fue votada por el Parlamento inglés en 1623. Desde el Renacimiento, las numerosas ciudades les reconocían privilegios a los inventores. En Francia, el Antiguo Régimen les asegura también derechos. Es Beaumarchais quien hará, durante la Revolución francesa, votar derechos de autor. Es el mejor ejemplo del lazo sustancial del capitalismo al Derecho, porque nada más que la violencia del Estado puede prevenir la copia. El Reino Unido de la revolución industrial se garantizará la exclusividad de sus innovaciones impidiendo la salida de toda máquina hasta 1843.
En nuestros días, las patentes plantean problemas éticos en los dominios médicos mientras que se plantea la cuestión del patentación viva (el genoma humano en particular). Las patentes sobre el software, los algoritmos y los métodos de asuntos son también cada vez más criticados, sus detractores que temen un efecto opuesto sobre la innovación y algunos un factor desestabilizante del capitalismo (Causa Research In Motion versus Blackberry, Causa Microsoft versus Eolas, etc.). La evolución de los soportes informáticos y los métodos de intercambio, tal como el peer-to-peer, muestran bien que la perennidad del capitalismo reposa en la voluntad y la capacidad del Estado que asegura la protección de la propiedad privada.
Más específicamente, se trata en realidad de poder monetizar lo que hasta allí tenía solo un valor vago. Hasta una época reciente, la propiedad intelectual fue asegurada por el hecho que su violación necesitaba capitales importantes (Fábricas de reproducción de CD, Fábrica destinada a producir un producto que viola una patente, etc.) y sobre todo el producto terminado (nacida de la violación) era un producto físico. De esta forma, aunque la noción de propiedad intelectual no estuvo bien establecida, un producto físico (entonces la propiedad no era ambigua) venía a materializar aquello y los falsificadores potenciales vacilaban en invertir el capital en una empresa que sabían condenable (y condenada) al mediano plazo. El coste de reproducción y sobre todo la ausencia de naturaleza "física" de los bienes imitados hoy volaron estas dos barreras. Esta nueva situación creó una necesidad para el sistema capitalista: el de definir claramente los límites, las reglas y los medios de protección de la propiedad intelectual con el fin de poder monetizarla de modo fiable. El fracaso de este proceso arrastraría modificaciones profundas en la estructura del capitalismo actual.
Sin embargo teóricos favorables al capitalismo y la propiedad privada, enmarcados en la tradición del liberalismo clásico sostienen que los derechos de propiedad incluyen derechos sobre recursos tangibles (recursos escasos, inmanentes o creados, inmuebles o muebles) pero que a medida que nos alejamos de lo tangible (corpóreo) hacia lo intangible, las cosas se vuelven más difusas. Esta tendencia contra la propiedad intelectual dentro del capitalismo liberal contemporáneo sostiene que un sistema de derechos de propiedad sobre “objetos ideales” requiere necesariamente la violación de otros derechos de propiedad, es decir, del uso de la propiedad tangible como se desee.

### La emergencia del «capital humano»
Debemos el análisis más conocido del "capital humano" al economista norteamericano Gary Becker (Human Capital, 1964). Define el conjunto de las aptitudes y las habilidades acumuladas por el individuo y susceptibles de desempeñar un papel en el proceso de producción. Es la forma de capital cuya consideración es la más reciente. Desempeña un papel que crece en una sociedad cada vez más terciarizada y donde la investigación y las ciencias tienen un sitio crucial.
Este capital es sustancial al individuo y parece pues improbable que se le pueda desposeer. Existen no obstante unas excepciones notables. Los asalariados que dejan su empresa pueden estar sometidos por ejemplo a una cláusula de no-competencia, impidiéndoles entonces que una empresa competidora aproveche sus conocimientos por un cierto tiempo. Pero el capital humano pone verdaderos problemas: la "fuga de cerebros" por ejemplo (altos diplomados formados a expensas de un Estado y que otros aprovechan). De la misma forma, el riesgo de perder a sus asalariados desanima a las empresas de ofrecerles una formación onerosa. El capital humano representa una forma de capital de la que el capitalista todavía no puede apropiarse.
Las evoluciones descritas por estos dos últimos párrafos, aceleradas por el proceso de universalización, hacen a algunos considerar el paso a un nuevo tipo de economía ("economía del saber" que algunos se esmeran en llamar "capitalismo cognitivo") en la cual los derechos de propiedad sobre el capital serían más limitados. En calidad de ejemplo el filósofo altermundialista de inspiración marxista Antonio Negri estima que:
"El trabajador, hoy, no necesita más instrumentos de trabajo (es decir de capital fijo) que sean puestos a su disposición por el capital. El capital fijo más importante, el que determina los diferenciales de productividad, en lo sucesivo se encuentra en el cerebro de la gente que trabaja: es la máquina-herramienta que cada uno de nosotros lleva en él. Es esto la novedad absolutamente esencial de la vida productiva hoy.".